# ネバダ州

ネバダ州
State of Nevada

州の愛称: 銀の州
Silver State州のモットー: 全ては祖国の為に
All For Our Country
戦いから生まれた
Battle Born

ネバダ州（ネバダしゅう、英: State of Nevada）は、アメリカ合衆国の西部に位置する州。地域区分としてはロッキー山脈西部およびアメリカ合衆国南西部にも含められる。面積は110,561平方マイル (286,350 km2) であり、全米50州の中で第7位。人口は2020年時点で約310万人で、全米第32位である。州の総人口の2/3以上がラスベガス都市圏に住んでいる。この都市圏にはネバダ州の人口の多い都市上位3つ（ラスベガス市自体を含む）、および国勢調査指定地域（CDP）上位4つが入っている。
ネバダ州はアメリカ合衆国の内陸州のうち、カナダにもメキシコにも境を接していない州としては最大の面積を有する。
| 家庭で話される言語（ネバダ州） 2010 | 家庭で話される言語（ネバダ州） 2010 | 家庭で話される言語（ネバダ州） 2010 | 家庭で話される言語（ネバダ州） 2010 | 家庭で話される言語（ネバダ州） 2010 |
| ----------------------------------- | ----------------------------------- | ----------------------------------- | ----------------------------------- | ----------------------------------- |
|                                     |                                     |                                     |                                     |                                     |
| 英語                                | 英語                                |                                     | 71.79%                              | 71.79%                              |
| スペイン語                          | スペイン語                          |                                     | 19.64%                              | 19.64%                              |
| タガログ語                          | タガログ語                          |                                     | 2.55%                               | 2.55%                               |

| 人種構成（ネバダ州） 2010 | 人種構成（ネバダ州） 2010 | 人種構成（ネバダ州） 2010 | 人種構成（ネバダ州） 2010 | 人種構成（ネバダ州） 2010 |
| ------------------------- | ------------------------- | ------------------------- | ------------------------- | ------------------------- |
|                           |                           |                           |                           |                           |
| 白人                      | 白人                      |                           | 54.1%                     | 54.1%                     |
| ヒスパニック              | ヒスパニック              |                           | 26.5%                     | 26.5%                     |
| 黒人                      | 黒人                      |                           | 8.1%                      | 8.1%                      |
| アジア系                  | アジア系                  |                           | 7.2%                      | 7.2%                      |
| インディアン              | インディアン              |                           | 1.2%                      | 1.2%                      |
| 混血                      | 混血                      |                           | 4.7%                      | 4.7%                      |

## 概要
州都はカーソンシティ市である。気候は砂漠気候と亜乾燥気候帯にあり、州域の大半がグレートベースンの中にある。グレートベースンより南はモハーヴェ砂漠である。西端にはタホ湖とシエラネバダ山脈がある。領域の86%は公的機関および軍隊の管轄権下でアメリカ合衆国連邦政府が所有している。
州名は近くにあるシエラネバダ山脈から採られた。シエラネバダとは「雪に覆われた山脈」を意味するスペイン語である。ヨーロッパ人が到着する以前のこの地域にはパイユート族、ショショーニ族およびワショー族インディアンが住んでいた。その後スペインがアルタ・カリフォルニアの一部として領有権を主張し、メキシコ独立からはメキシコの支配下となった。1848年、米墨戦争で勝利したアメリカ合衆国がこの領土を獲得し、1850年にユタ準州として組み入れられた。1859年、コムストック・ロードにおける銀の発見で人口が急増し、1861年にはユタ準州西部が分かれてネバダ準州が創設された。1864年10月31日にはアメリカ合衆国36番目の州になった。
主産業は合法化されたカジノを代表とする娯楽産業と鉱業である。最大都市はラスベガス市で、世界有数のカジノ街として名高い。また、州西部のリノ市もカジノの町として知られる。鉱業はネバダ州経済の中で依然として重要な位置を占めており、金の生産量では世界第4位である。乾燥地帯で疫病が少ないため住みやすく、諸税の少なさから都市部での人口増加や企業進出が顕著である。州の大半を砂漠が占めており、農業はほとんど振るわない。よって州を潤していた鉱産資源が底を突き始めると人口流出が深刻となり、州政府は窮余の策として移住者の離婚を認め、定住者の娯楽と産業創出のためにカジノを公認するようになった。また、1936年完成のフーバーダムにより豊富な電力を得ることができ、今日に見られるようなネオン街が発展する契機となった。
ネバダ州は公式に「銀の州」（Silver state）と呼ばれている。これはその歴史と経済における銀の重要さを反映したものである。また南北戦争の間に州昇格を果たしたので「戦闘が生んだ州」、あるいは土地固有セージブラシュ（ヤマヨモギ）があるので「セージブラシュの州」とも呼ばれる。

## 州名の由来と発音

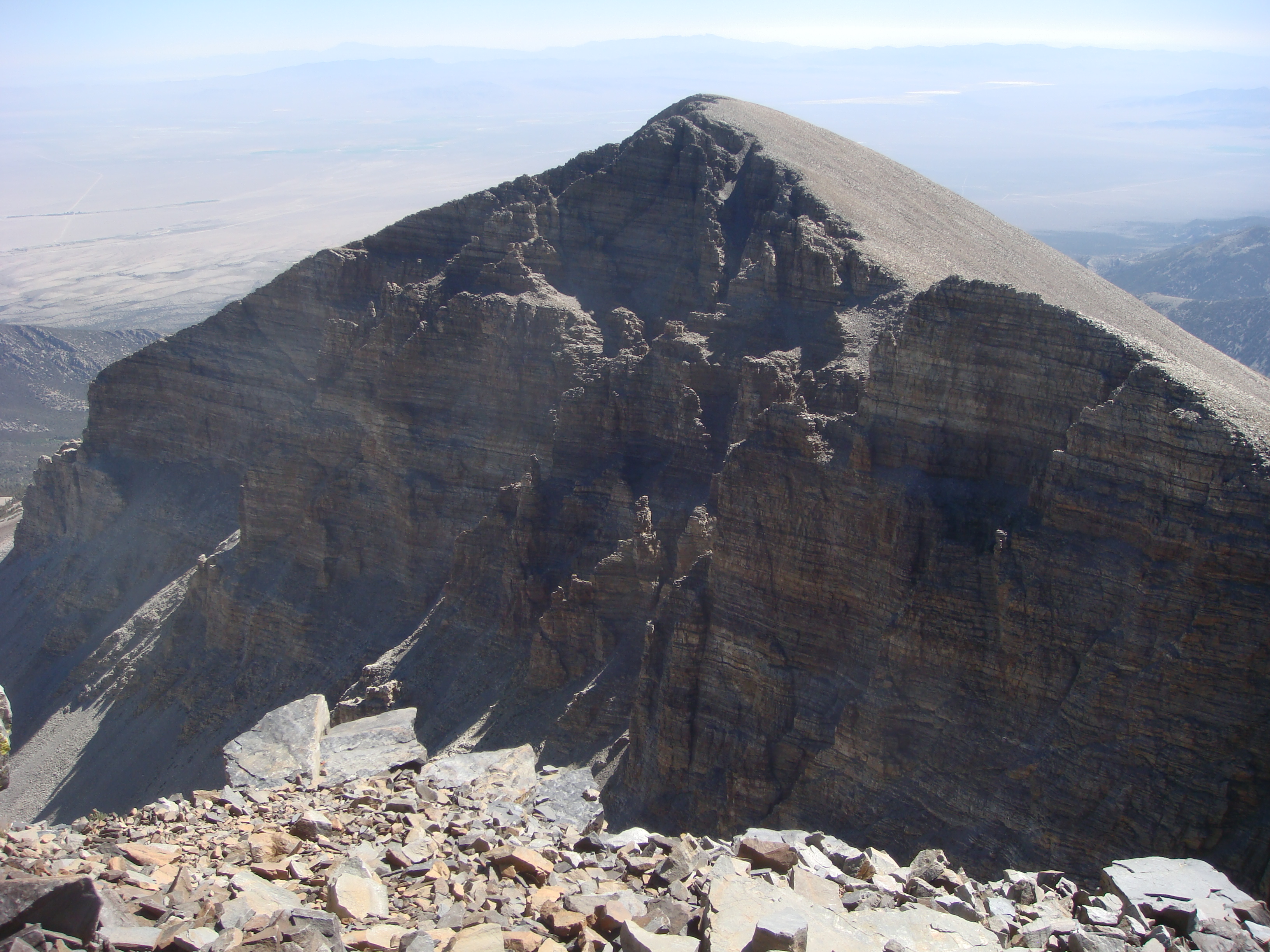
ネバダ州に全体が入っている山では最高峰であるホイーラー山、岩はプロスペクト造山時の珪岩

州名「ネバダ」は、「雪に覆われた」を意味するスペイン語の形容詞 nevado の女性形 nevada [neˈβaða] であり、それは西の州境であるシエラネバダ山脈 Sierra Nevada （雪の山脈）に由来する。
ネバダ（Nevada）の第2音節は/æ/と発音され、単語"bad"の母音"a"と同じである。アメリカ合衆国西部以外の人々は[nəˈvɑːdə]のように発音し、単語"father"の母音"a"と同じである。これはスペイン語の母音"a"に近いのではあるが、地元の人々は誤りと考えている。2004年アメリカ合衆国大統領選挙の時にジョージ・W・ブッシュ元大統領がこの「誤り」を犯した。その汚名を雪ぐ機会が2004年6月18日のリノ・スパークス会議場で開かれた演説会だった。ブッシュ大統領は「ここネバダ（[nəˈˈvædə]）にいるのは光栄である」と母音"a"の正しい発音を強調して演説を始めた。ブッシュが「私は正しく発音したと思いますか？」と問いかけたときに、聴衆は大声でこれを承認した。ブッシュはその後の一般投票でネバダ州を制した。
下院議員ハリー・モーテンソンがもう一つの発音（スペイン語に近いもの）も認めるよう法案を提出している。

## 歴史
主要記事：ネバダ州の歴史

### 1861年以前
1859年、ネバダ州バージニア・シティーの下、コムストック・ロードでアメリカでは最初の銀鉱石の大規模埋蔵が発見された。

### ユタ準州からの分離

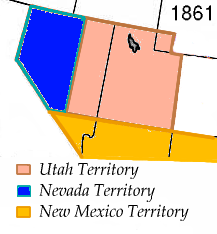
1861年設立時のネバダ準州

1861年3月2日、ユタ準州の西部を分離してネバダ準州とし、シエラネバダ山脈に因んで現在の州名を採用した。
リンカーン郡とナイ郡にあるネバダ州歴史標識57号と58号によって1861年の南側州境が記念されている。

### 州昇格
1864年アメリカ合衆国大統領選挙が行われた日（11月8日）の8日前にあたる10月31日、ネバダは合衆国36番目の州に昇格した。これはエイブラハム・リンカーン大統領の再選を確実にする意図があったので急がれた。さらに南北戦争終戦後の共和党による合衆国議会支配を確実にする意図もあった。ネバダの鉱業に基づく経済は、工業化の進んだ北部との結びつきが強かった。
ネバダ州は州昇格後にその領域が拡大したことでは2つしかない州の1つである。1866年5月5日にコロラド川の西、アリゾナ準州のパーユート郡の一部を吸収して、南側州境は現在の領域に等しくなった。実質的に北緯37度線より南の地域である。この移管はこの地域で金が発見されたことが契機となっており、その後起こる人口増加に対しネバダ州の方が監督が行き届くであろうと政府が考えたためだった。その地域には現在のクラーク郡の大半が含まれている。1868年、ユタ準州の西部にあった別の地域がネバダ州に加えられた。これは地域住民がモルモン教の支配を忌避したためであり、これによって州東側の州境も確定した。
ネバダ州の経済は長年にわたって鉱業が造り上げてきた。マーク・トウェインが著作『Roughing It』(『西部放浪記』）を書いたときにネバダ州に住んだ。そのころの鉱業は投機と巨大な富を伴う産業だった。しかし、19世紀後半には鉱業が衰退し、人口も減少した。1900年にトノパーで、さらに続いてゴールドフィールドとライオライトで豊富な銀の埋蔵量が見つかり、再びネバダ州の人口は上向きに転じた。

#### 産業としてのギャンブル

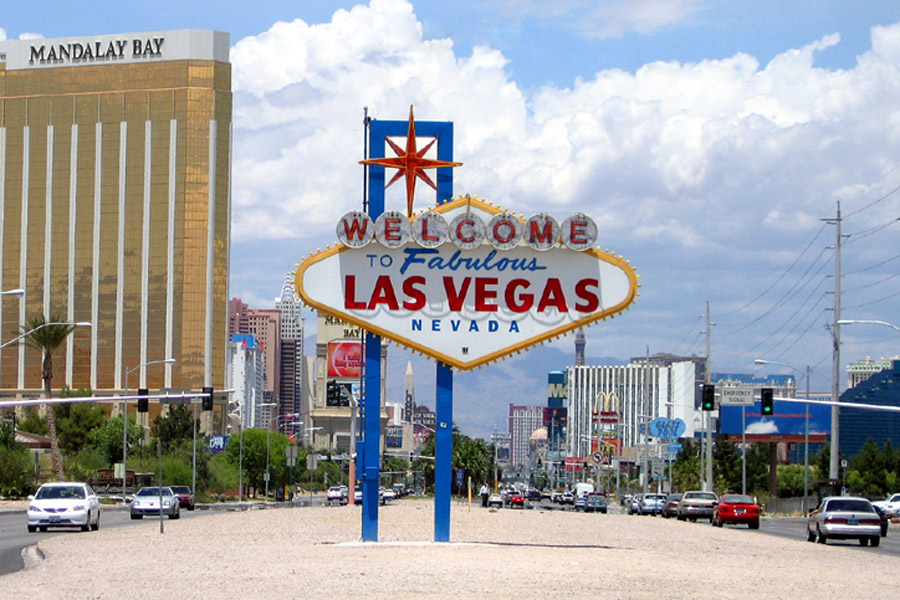
20世初期の不況後にギャンブルが産業として興隆し、ラスベガス市が造られることになった

初期のネバダ州鉱山町ではギャンブルが規制されず通常に行われていたが、1909年に全国的なギャンブル反対運動の一部としてネバダ州でも違法となった。その後の鉱業の衰退と、世界恐慌の時には農業も衰退したことで、ネバダ州は1931年3月19日に州議会の承認により再びギャンブルを合法化した。当時、ギャンブルに反対する指導者達は、ネバダ州経済が多様化し、景気の影響を受けにくいものになるまでの一時的な処置だと考えていた。しかし、ギャンブル産業がネバダ州の主要な収入源になるに及んで、ギャンブルをもう一度違法化するという議論が真剣に行われたことはない。

#### 核実験
ラスベガス市の北西65マイル (104 km) にあるネバダ核実験場は1951年1月11日に設置された。この場所は約1,350平方マイル (3,496 km2) の砂漠と山岳部で構成されている。核実験は1951年1月27日にフレンチマン・フラットに落とされた1キロトン爆弾で始まった。最後の大気圏内実験は1962年7月17日、地下核実験は1992年9月23日となった。この地域はアメリカ合衆国の中でも最も核爆発回数の多かった場所である。
州内の土地の80%以上が連邦政府の所有である。この主要な理由は、全州で砂漠がちな乾燥気候にあるためにホームステッド法に謳われるような広い土地をまとめることができなかったことである。初期の開拓者は水資源の周りの土地を取得し、その周囲の公有地で家畜に草を食ませた。その公有地は水が近くに無いので農業には不向きなままである。

## 地理

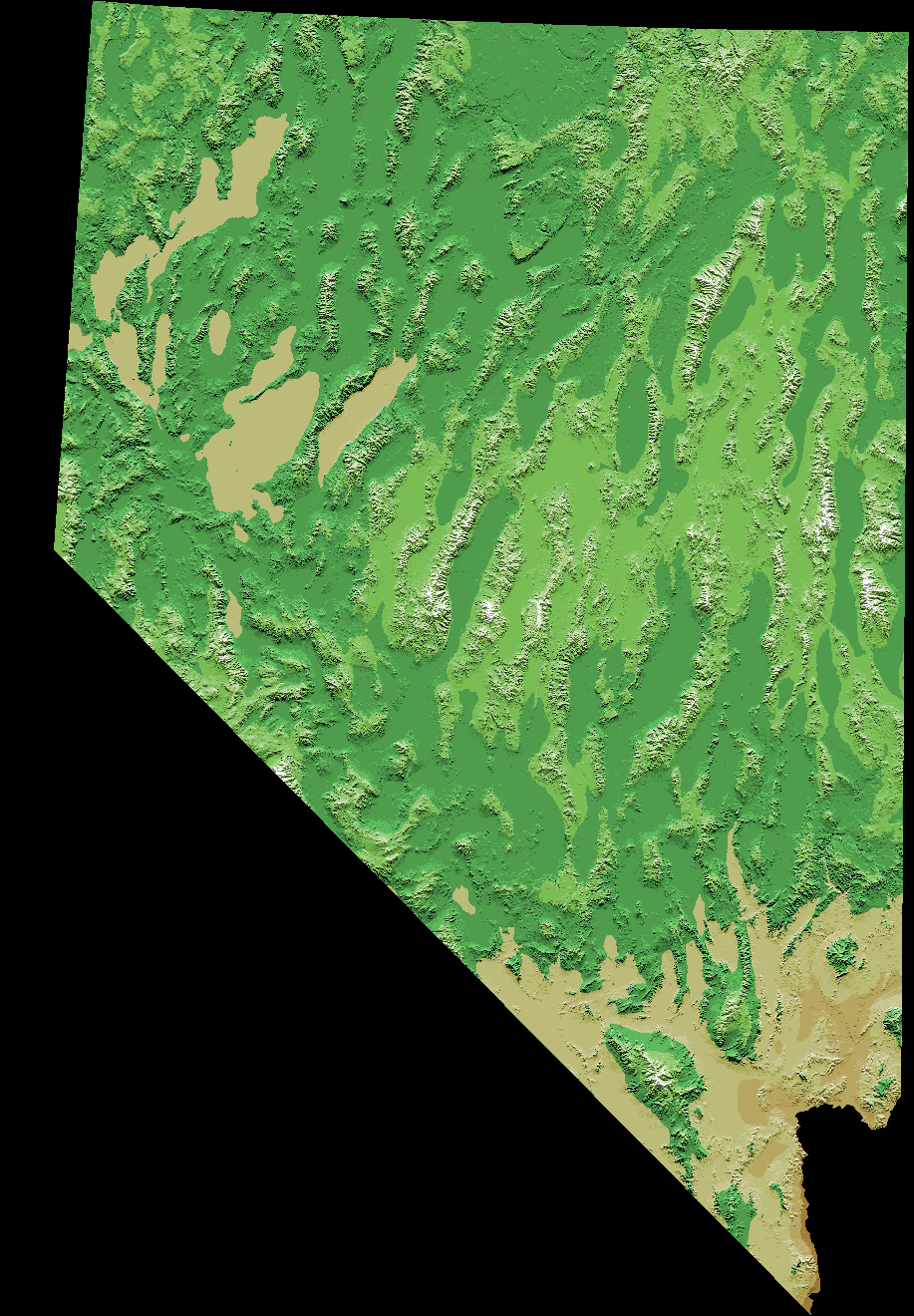
ネバダ州の標高図、ベイスン・アンド・レンジの並びが分かる

ネバダ州は北部でオレゴン州及びアイダホ州、西部でカリフォルニア州、南東部でアリゾナ州、東部でユタ州と隣接している。アリゾナ州との境界にはコロラド川及びフーバーダムが含まれる。
ネバダ州の大半はベイスン・アンド・レンジ地域に入っており、南北方向に走る多くの山脈で仕切られている。これら山脈の大半はその間に内陸バレーがあり、グレートベースンという言葉から得られるイメージとは矛盾している。

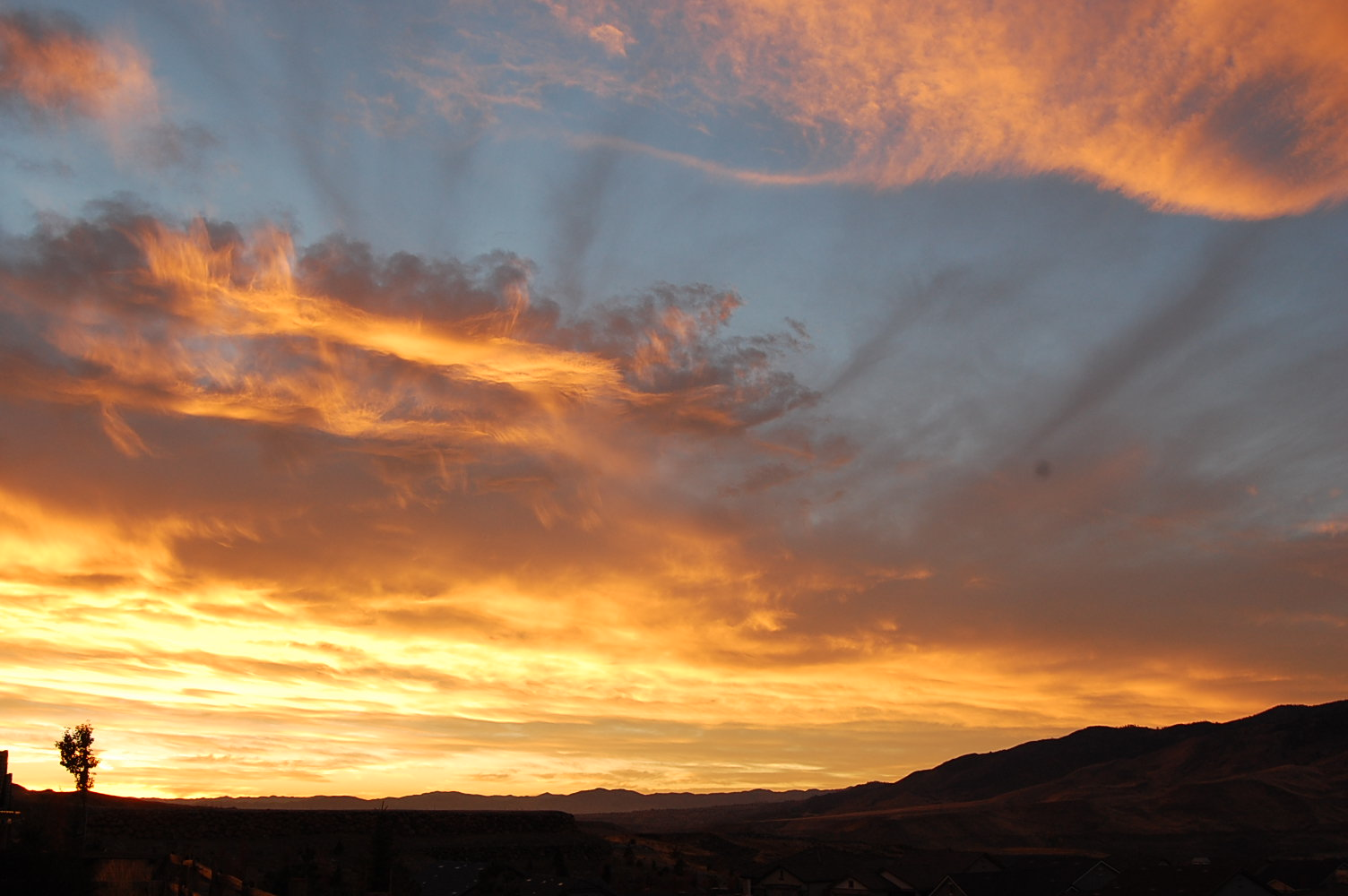
リノの日の出

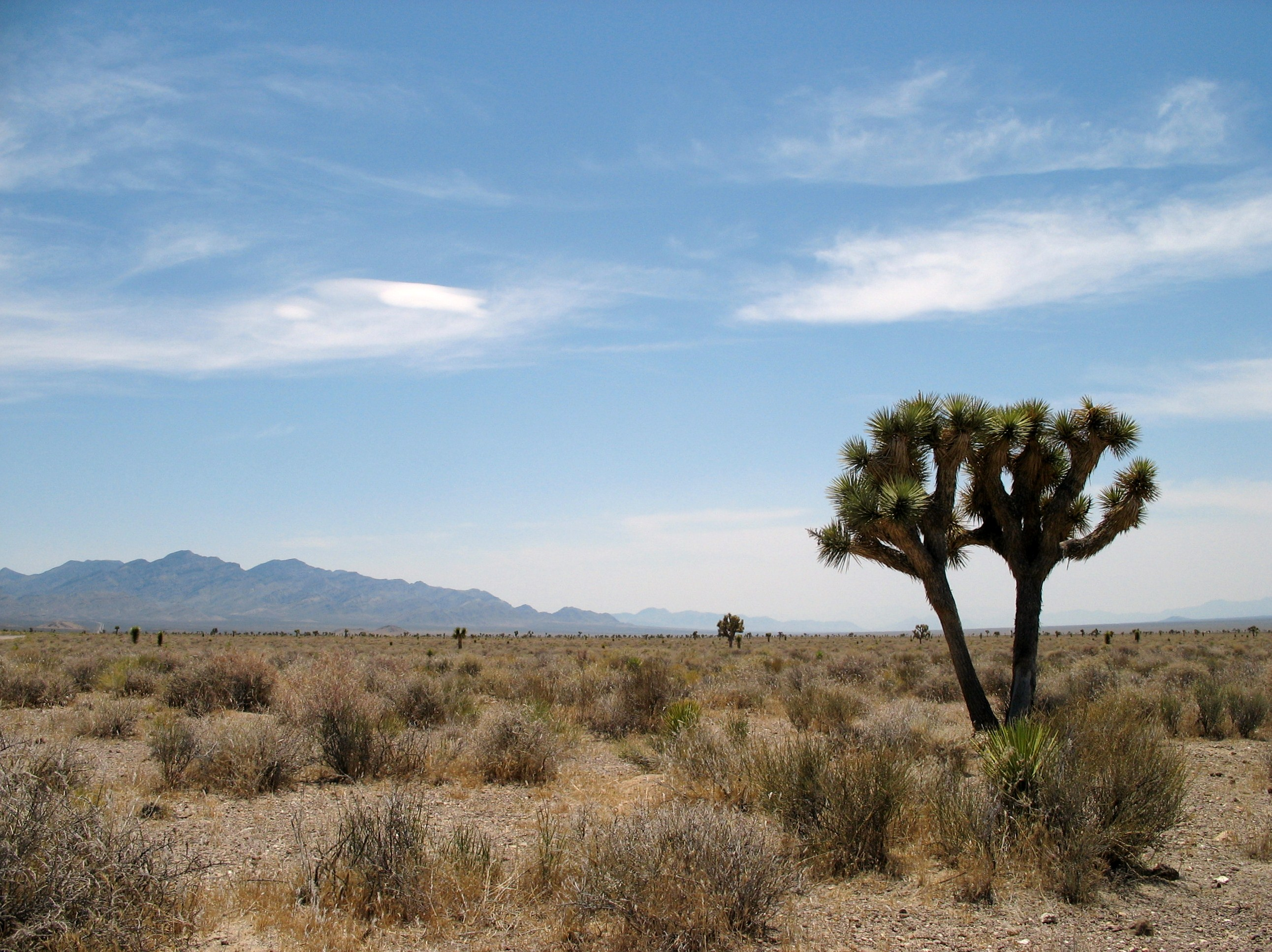
ラチェル近くのベイスン・アンド・レンジ光景

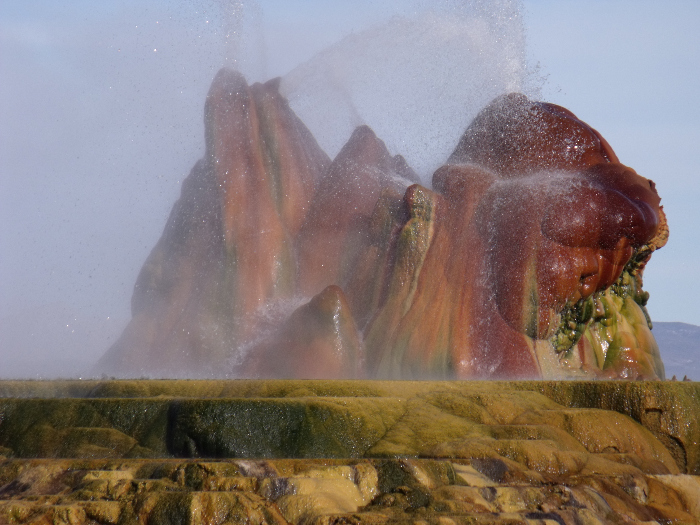
フライガイザーの間欠泉

ネバダ州北部の大半は夏暑く、冬は寒い砂漠であるグレートベースンの中にある。アリゾナ・モンスーンに乗ってくる湿気が夏の雷雨を生むことがある。太平洋から来る嵐はこの地域を雪で覆うこともある。
州北部をハンボルト川が東から西に流れ、ラブロック近くでハンボルト湖に注いでいる。ウォーカー川、トラッキー川およびカーソン川などシエラネバダ山脈から流れ出る川が東流している。
山岳部は標高が13.000フィート (3,962 m) を超える峰があり、砂漠の平原より高く深い森を育んでおり、固有種にとっては「空中の島」を生んでいる。バレーの標高はほとんど3,000フィート (900 m) を下回ることは無い。
州内南側3分の1はラスベガスがある地域であり、モハーヴェ砂漠の中にある。この地域では冬の雨が少ないが、夏のアリゾナ・モンスーンの影響を受けやすい。標高は低く、大半が4,000フィート (1,200 m) 以下である。このために大気の気温逆転が起こり、夏は暑く、冬の夜は冷涼から寒冷になりやすい。
ネバダ州とカリフォルニア州の州境は、400マイル (640 km) 以上にわたって経緯線に対する対角線方向に引かれており、この種のものとして最長である。この州境はタホ湖に始まり（湖岸からは4マイル (6.4 km) 沖）、ネバダ、カリフォルニア、アリゾナ3州の州境が集まるコロラド川、ラフリン橋の南西12マイル (19 km) まで続いている。
南部で最大の山脈はスプリング山脈であり、ラスベガスの直ぐ西にある。州内で最も標高が低い地点はコロラド川沿いでラフリンの南にある。
州内には標高差2,000フィート (600 m) 超える山が172ある。この数はアラスカ州に次いで2番目であり、カリフォルニア州、モンタナ州、ワシントン州よりも多い。この指標では大陸48州で「最も山がち」な州ということになる。

### 気候
ネバダ州は大半が砂漠気候と亜乾燥気候帯にあり、夏の日中は 125°F(52℃) まで上がることもあれば、冬の夜は −50°F(−46℃) まで冷え込むこともある。しかし、南部の冬は短く、温暖な傾向がある。ほとんどの地域では年間を通じて雨が少ない。雨はシエラネバダ山脈の風下、東と北東斜面で降る。年間平均降水量は約7インチ (178 mm) であり、最も多い所で40インチ (1,000 mm) 程度である。州内過去最高気温は1994年6月29日、ラフリン（標高605フィート (180 m)） 地点での 125°F(52℃) だった。過去最低気温は1972年、州北部のサンジャシントで記録した −52°F(−47℃) だった。最高気温の記録ではカリフォルニア州 (134°F(57℃))、アリゾナ州 (128°F(53℃)) に次いで全米第3位である。

### 植生
州内の植生帯としては6つある。高山帯、亜高山帯、マツ樹林帯、ピニオン・ジュニパー樹林帯、セージブラシュ帯、およびクレオソート帯である。

### 郡
主要記事：ネバダ州の郡一覧
ネバダ州は地理的政治区分として「郡」に区分されている。カーソンシティは、州法の下の多くの理由で郡と同等の扱いがなされている（独立市）。1919年時点で17の郡があった。その面積は146平方マイル (378 km2) から18,159平方マイル (47,032 km2) まである。1969年、州議会によってオームズビー郡が解体され、その境界をそのまま引き継ぐ形で現在のカーソンシティが形成された。
ハンボルト郡は1856年にユタ準州議会によって郡に指定され、1861年に新しいネバダ準州議会により再度指定された。

## 人口動態
2020年国勢調査に拠ると、ネバダ州の人口は人口3,104,614人で、2010年より404,063人、すなわち14.96%増加した。
ネバダ州の人口重心はナイ郡南部にある。ナイ郡の未編入町パーランプはラスベガス市から西に60マイル (96 km)、カリフォルニア州都の州境近くにあり、1980年から2000年までの20年間で人口が26倍になった。2010年代の10年間はそれまでと比べると成長速度は鈍化したものの、依然としてユタ州、アイダホ州、テキサス州、ノースダコタ州に次ぐ、全米50州中第5位となる成長率であった。
ラスベガス市とその都市圏は1960年から2000年までの40年間、全米で最も成長速度の高い市と地域だった。2020年国勢調査時点では、ラスベガス市単体で州の総人口の約1/5にあたる64万人を数え、都市圏では220万人を超えている。ラスベガスの郊外都市であるヘンダーソン市とノースラスベガス市は全米の人口10万人超の都市の中で、成長速度の高い都市20傑に入っており、ブーンバーブと呼ばれる。さらに、この都市圏は人口10万人を超える、やはり高成長の国勢調査指定地域（CDP）4つを含んでいる。
ラスベガス市の北東65マイル (104 km) にある地方都市メスキートは1990年代と2000年代に成長した小都市圏の例である。その他ラスベガス都市圏の周縁部にあるインディアンスプリングスやサーチライトのような砂漠の町も大きな成長を遂げた。
州内の新しい住民の多くはカリフォルニア州から移転してきた者であり、カリフォルニア化されていると感じる者もいる。

### 人種と民族の構成
2008年の人口推計によるネバダ州の人種構成は次のようになっている。
- 65% ヒスパニック以外の白人
- 20% ヒスパニック
- 7.1% 黒人
- 6% アジア系
- 2% その他

2008年時点でネバダ州移民を祖先で分類すると、ドイツ系 (13.2%)、アイルランド系 (10.7%)、イギリス系 (9.4%)、イタリア系 (6.4%)、アメリカ人 (4.1%) 、スカンディナヴィア系（4.0%）（ノルウェー系（1.7%）、スウェーデン系（1.5%）、デンマーク系（0.8%））の順である。
ネバダ州は多くの文化と出身民族の融合したものである。ラスベガス市とリノ市すなわちワショー郡はどの民族も過半数とならない都市と郡である。州内にはバスク人を祖先に持つ人口も少なからずいる。ダグラス郡、ミネラル郡およびパーシング郡ではメキシコ人を祖先に持つ人口が多数派であり、クラーク郡の場合はメキシコ系アメリカ人だけで20万人以上がいる。ナイ郡とハンボルト郡はドイツ系アメリカ人が多数派である。ワショー郡にはアイルランド系アメリカ人が多い。リンカーン郡、チャーチル郡、ライアン郡、ホワイトパイン郡およびユーレカ郡ではイングランド系アメリカ人が多数派である。ラスベガス市では、スカンディナヴィア人、イタリア人、ポーランド人、ギリシャ人、スペイン人およびアルメニア人のような少数民族の増加速度が高い。
ラスベガス市とリノ市にはアフリカ系アメリカ人が集中する場所がある。現在のアフリカ系アメリカ人ネバダ州民の多くはカリフォルニア州、アメリカ合衆国中西部あるいは東海岸から移住してきた者である。
1850年代のカリフォルニア・ゴールドラッシュで数多い中国人が抗夫としてワショー郡に入ってきて以来、アジア系アメリカ人が州内に住むようになった。中国人に続いて19世紀後半には日系人が農業労働者として入ってきた。20世紀の後半までに中国、日本、韓国、フィリピンから、また最近ではインドやベトナムから多くの移民がラスベガス都市圏に入ってきた。ラスベガス市にはアジア系アメリカ人が国内でも最も多い部類の地域があり、スプリングマウンテン・ブールバードの州間高速道路15号線より西にはほとんどが中国人と台湾人の「チャイナタウン」があり、またチャールストン・アベニューとパラダイス・ブールバードにはアジア系を顧客にする「アジアタウン」ショッピングモールがある。フィリピン系アメリカ人が州内でも最も数の多いアジア系であり、その人口は113,000人以上である。これは州内アジア系の56.5%に相当し、全人口に対しても4.3%を占めている。
2000年国勢調査に拠れば、5歳以上のネバダ州民の16.19%が家庭でスペイン語を話している。また1.59%はフィリピン語を話し、1%は中国語を話している。
州の年齢別構成を見ると、5歳未満6.8%、18歳未満26.3%、また65歳以上13.6%となっている。高齢者（65歳以上）と若者（18歳未満）がネバダ州民の中で大きな構成比を占めている。女性が全体の50.7%を占めている。1990年代と2000年代にギャンブルと宿泊施設産業の職を求めて南アジアやラテンアメリカから多くの移民がラスベガス地域に入ってきた。ただし、移民労働者の就職先としては農業と建設が大きな産業である。
2010年時点で違法移民の数は人口の8.8%に相当すると推計されている。これは国内の50州の中でも最も高い数字である。

### 宗教
- プロテスタント 26%
  - メインライン 11%
  - 福音主義 13%
  - その他のプロテスタント 2%
- ローマ・カトリック 27%
- モルモン教 11%
- イスラム教 2%
- ユダヤ教 1%
- 他の宗教 3%
- 無宗教 20%[21]

2000年時点の絶対数で最も多いのはカトリック教会で331,844人、モルモン教会116,925人、南部バプテスト連盟40,233人となっている。ユダヤ教会に属するのは77,100人である。
カトリック教会、モルモン教会、福音主義教会の数が多いのは、出生率が高く、全国平均よりも若者人口が多いことが関わっている。ユダヤ系アメリカ人は成人の退職者社会での活動比率が高い。

## インディアン部族

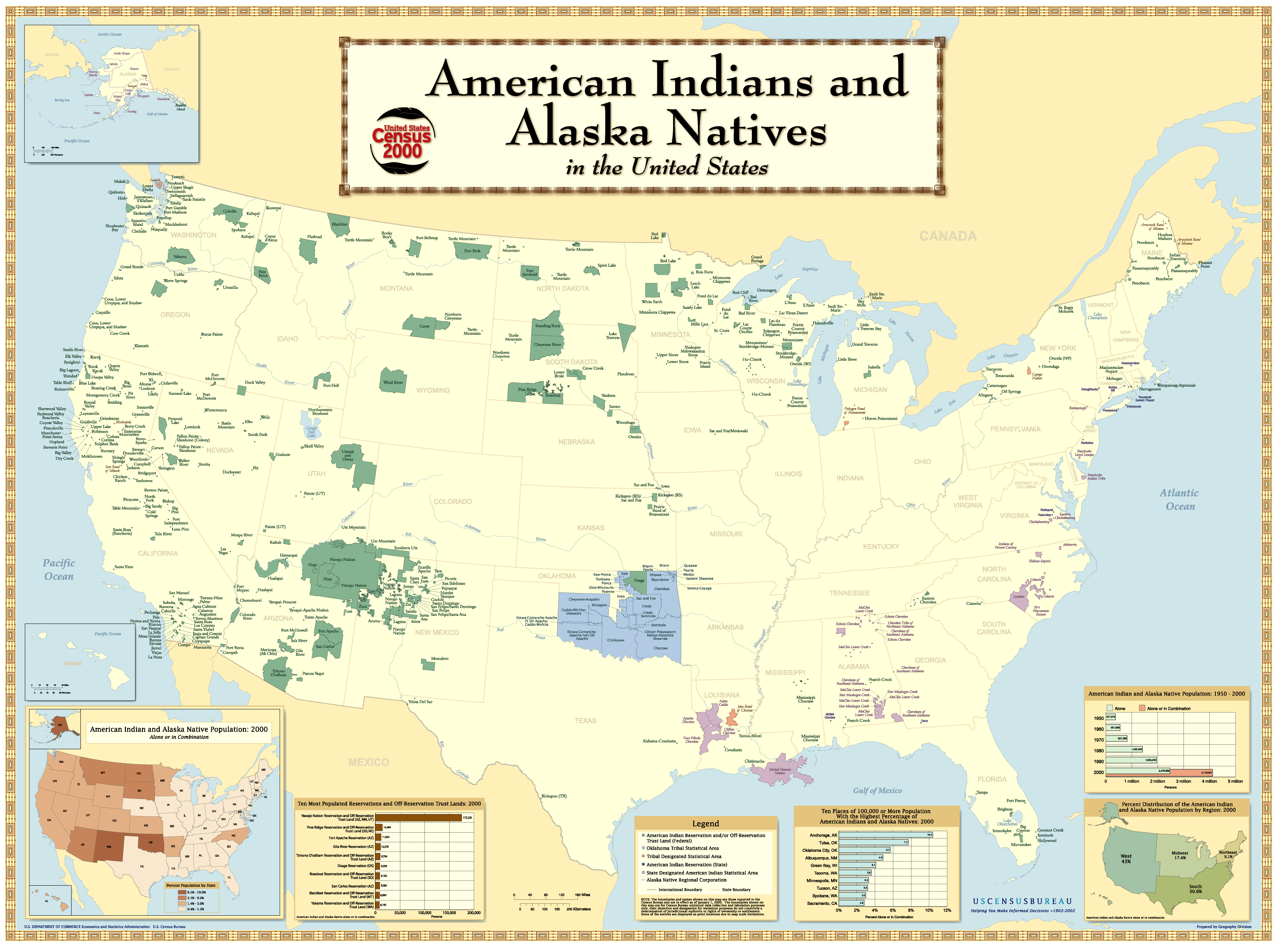
ネバダ州のインディアン保留地（左端）

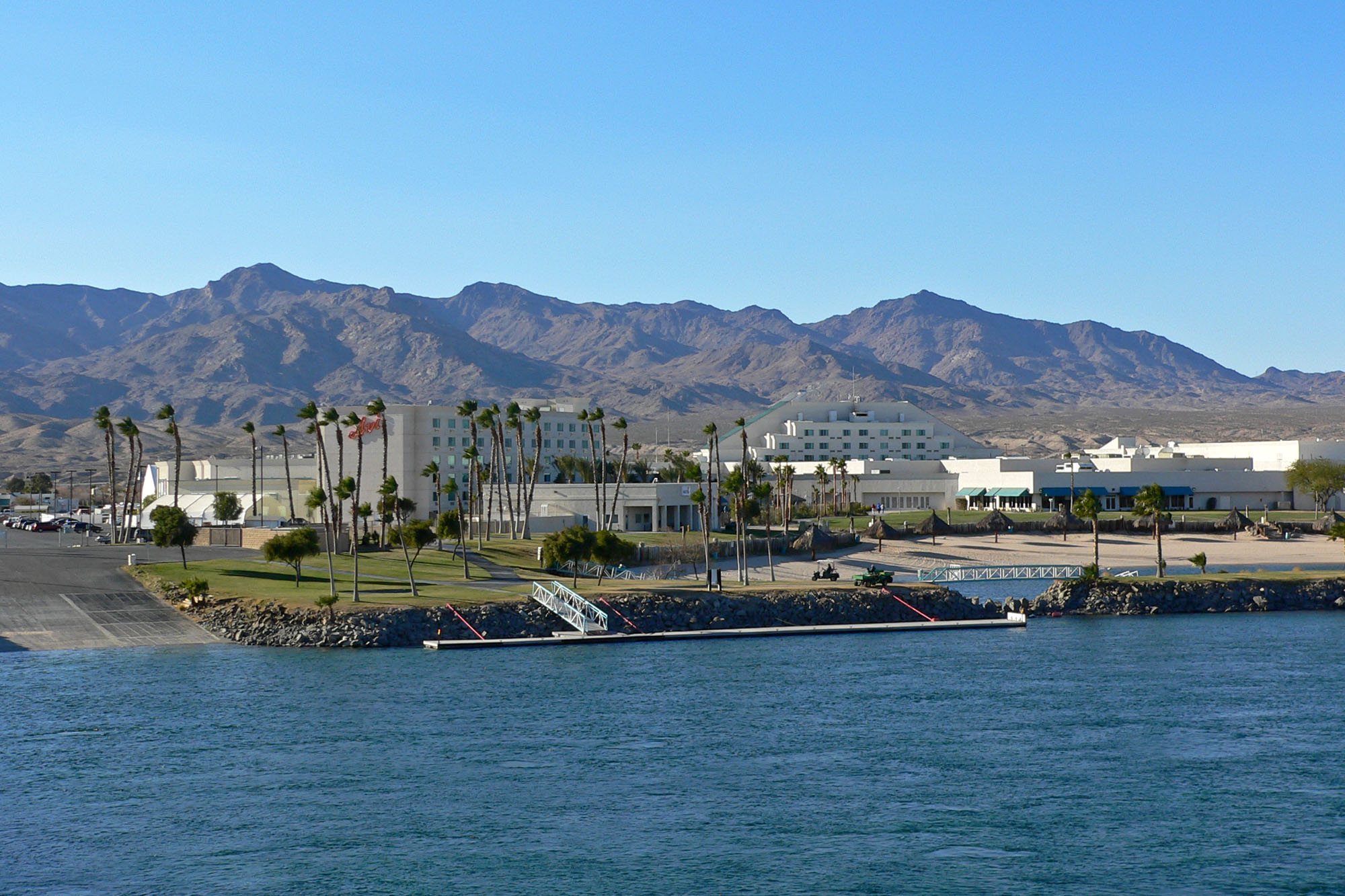
「アヴィ・リゾート&カジノ」

コソ族、北パイユート族、南パイユート族、プエブロ族、ショーショーニー族、ユテ族、ワショー族などのインディアン部族が先住する。現在、アメリカ連邦政府が公式に認定するインディアン部族による、21の部族会議が存在する。
世界初の原子爆弾の実験であるトリニティ実験は、近隣のニューメキシコ州でおこなわれたが、ネバダ州の西ショーショーニー族とパイユート族の保留地（Reservation）には、ネバダ核実験場があり、放射能被害が甚大である。これらの土地は近年も地下核実験場として使用され続けており、西ショーショーニー族はこの核実験の即時停止を求め、スイスの国連に代表団を送り、何度も提訴を行っている。米国科学アカデミーは、この州のインディアン保留地を「国家の犠牲地域」（National Sacrifice Area）に指定している。
1990年代以降、前記ネバダ核実験場の西にあり、西ショーショーニー族の聖山である「ユッカ・マウンテン（ユッカ山）」への、50年間にわたって蓄積された、全米の原子力産業と冷戦時代から引き継ぐ核兵器開発から生み出された高レベル放射性廃棄物の最終処分場建設計画が進められている。ユッカ山近辺は地震も多く、ロスアラモス国立研究所の科学者は、1995年3月に、「地下埋蔵処分計画されている核物質が核爆発をもたらす恐れがある」と警告。西ショーショーニー族は、周辺部族や環境団体とともに反対運動を組織化している。
その後エネルギー省は「一時的な保管場所」として、ニューメキシコ州のメスカレロ・アパッチ族の保留地への「保管所」建設を計画。しかしメスカレロ・アパッチ族は建設誘致派の部族会議と反対派の部族員で二分される騒ぎとなり、ほぼ頓挫したため再びユッカ山への建設計画が検討されている。ユッカ山での核物質地下処分が現実化すれば、地下水汚染は必至で、またラスベガスに近いパイユート族の「モアパ川インディアン保留地」が、核物質の陸上輸送ルートとなる予定である。
2009年、連邦議会でオバマ政権は、ユッカ山への核物質地下埋蔵処分計画に関する利用連邦予算案を拒否した。
| - アメリカ連邦政府が公式認定している部族 「ピラミッドレイク・パイユート族」 「パイユート族・ドレッスラーヴィル・コロニー」 「ダックウォーター・ショーショーニー族」 「イェリントン・パイユート族」 「ウォーカーリバー・パイユート族」 「ヨンバ族」 「西ショーショーニー族・エルモ・バンド」 「ワショー族」 | 「ファロン・パイユート・ショーショーニー族」 「ラスベガス・パイユート族」 「ラブロック・パイユート族」 「西ショーショーニー族・バトルマウンテン・バンド」 「西ショーショーニー族・サウスフォーク・バンド」 「西ショーショーニー族・ウェルス・バンド」 - アメリカ連邦政府が公式認定していない部族 「パイユート族・パーランプ・バンド」 |

### インディアン・カジノ
ネバダ州の「インディアン・カジノ」は、以下の三つ。
- 「アヴィ・リゾート&カジノ」 - アリゾナ州のモハーヴェ族が経営。
- 「スノーマウンテン・スモークショップ」 - ラスベガス・パイユート族が経営。
- 「モアパ・バンド・部族カジノ」 - パイユート族モアパ・バンドが経営。

## 重要な都市及び町
| 順位                                       | 都市/CDP          | 市域人口 | 陸地面積 （mi2） | 人口密度 （1mi2あたり） | 郡         |
| ------------------------------------------ | ----------------- | -------- | ---------------- | ----------------------- | ---------- |
| 1                                          | ラスベガス        | 641,903  | 113.3            | 5,665.5                 | クラーク郡 |
| 2                                          | ヘンダーソン      | 317,610  | 79.7             | 3,985.1                 | クラーク郡 |
| 3                                          | リノ              | 264,165  | 69.1             | 3,822.9                 | ワショー郡 |
| 4                                          | ノースラスベガス  | 262,527  | 78.5             | 3,344.3                 | クラーク郡 |
| 5                                          | エンタープライズ* | 221,831  | 48.6             | 4,564.4                 | クラーク郡 |
| 6                                          | スプリングバレー* | 215,597  | 33.4             | 6,455.0                 | クラーク郡 |
| 7                                          | サンライズマナー* | 205,618  | 38.2             | 5,382.7                 | クラーク郡 |
| 8                                          | パラダイス*       | 191,238  | 47.1             | 4,060.3                 | クラーク郡 |
| 9                                          | スパークス        | 108,445  | 35.8             | 3,026.7                 | ワショー郡 |
| 10                                         | カーソンシティ    | 58,639   | 143.4            | 408.9                   | （独立市） |
| 上表中、*は国勢調査指定地域（CDP）を示す。 |                   |          |                  |                         |            |

| 順位 | 郡               | 人口      | 陸地面積 （mi2） | 人口密度 （1mi2あたり） | 最大都市                 |
| ---- | ---------------- | --------- | ---------------- | ----------------------- | ------------------------ |
| 1    | クラーク郡       | 2,265,461 | 7,910            | 286                     | ラスベガス               |
| 2    | ワショー郡       | 486,492   | 6,342            | 77                      | リノ                     |
| 3    | ライアン郡       | 59,235    | 1,994            | 30                      | ファーンリー             |
| 4    | カーソンシティ   | 58,639    | 143.4            | 408.9                   | -                        |
| 5    | エルコ郡         | 53,702    | 17,179           | 3                       | エルコ                   |
| 6    | ナイ郡           | 51,591    | 18,147           | 3                       | パーランプ               |
| 7    | ダグラス郡       | 49,488    | 710              | 70                      | ガードナービルランチョズ |
| 8    | チャーチル郡     | 25,516    | 4,929            | 5                       | ファロン                 |
| 9    | ハンボルト郡     | 17,285    | 9,648            | 2                       | ウィネマッカ             |
| 10   | ホワイトパイン郡 | 9,080     | 8,876            | 1                       | イーリー                 |

なお、上表の人口はすべて、2020年国勢調査による数値である。
参照：List of cities in Nevada

### ネバダ州の裕福な10都市
per capita income によっての順位
1. w:Incline Village-Crystal Bay, Nevada $52,521
2. w:Kingsbury, Nevada $41,451
3. w:Mount Charleston, Nevada $38,821
4. w:Verdi-Mogul, Nevada $38,233
5. w:Zephyr Cove-Round Hill Village, Nevada $37,218
6. w:Summerlin South, Nevada $33,017
7. w:Blue Diamond, Nevada $30,479
8. w:Minden, Nevada $30,405
9. w:Boulder City, Nevada $29,770
10. w:Spanish Springs, Nevada $26,908

主要記事：Nevada locations by per capita income

## 法律及び行政

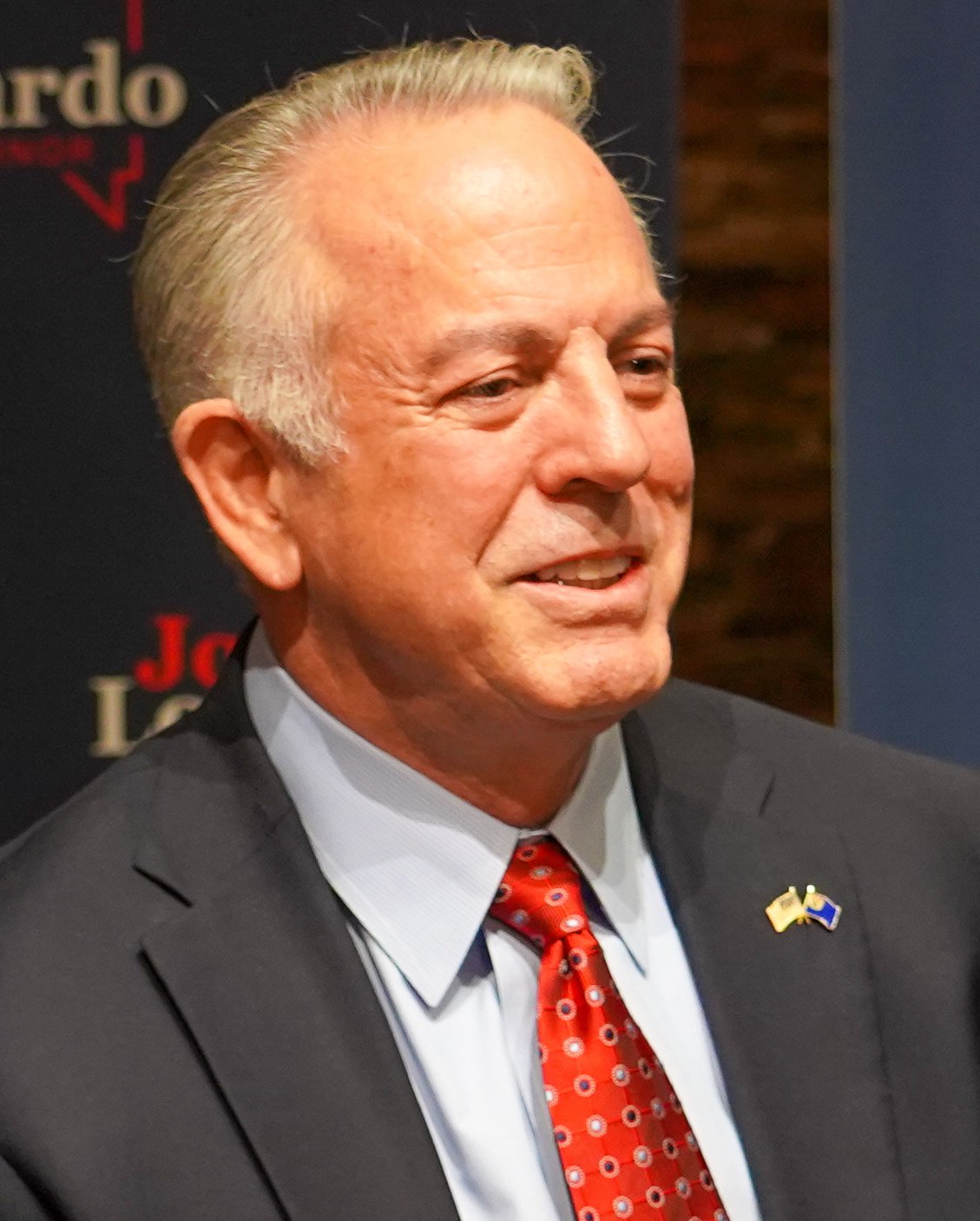
ジョー・ロンバルド

2023年時点でのネバダ州知事は共和党のジョー・ロンバルドである。ネバダ州知事は州憲法によって、2期8年間までしか務めることができない。これは選挙や継承に拠らず終身適用される規定である。ネバダ州選出のアメリカ合衆国上院議員は2021年時点で、民主党のキャサリン・コルテス・マストとジャッキー・ローゼンである。アメリカ合衆国下院議員では4議席を与えられており、2021年時点で民主党が3議席、共和党が1議席となっている。

### 議会

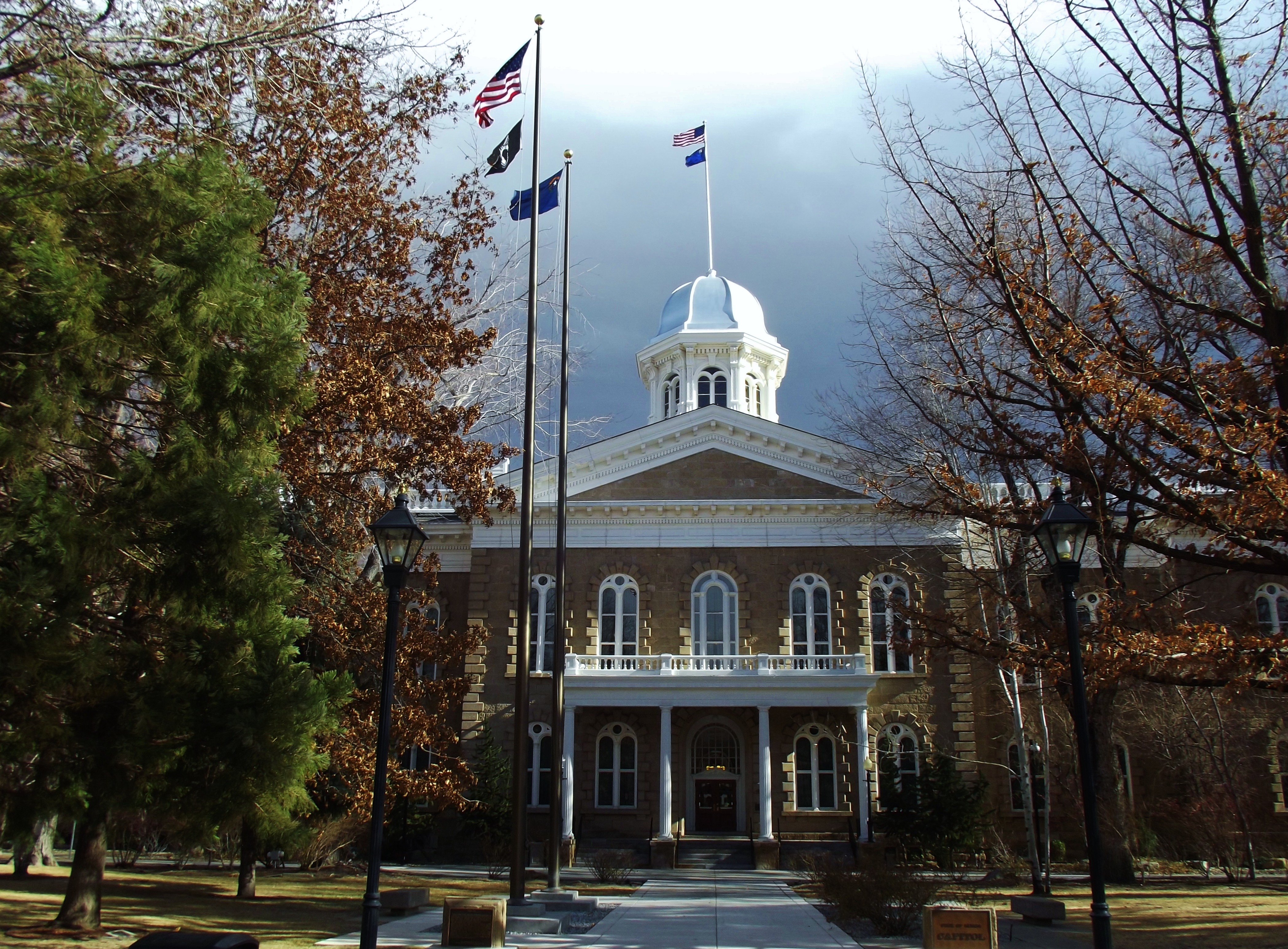
カーソンシティに立地するネバダ州会議事堂

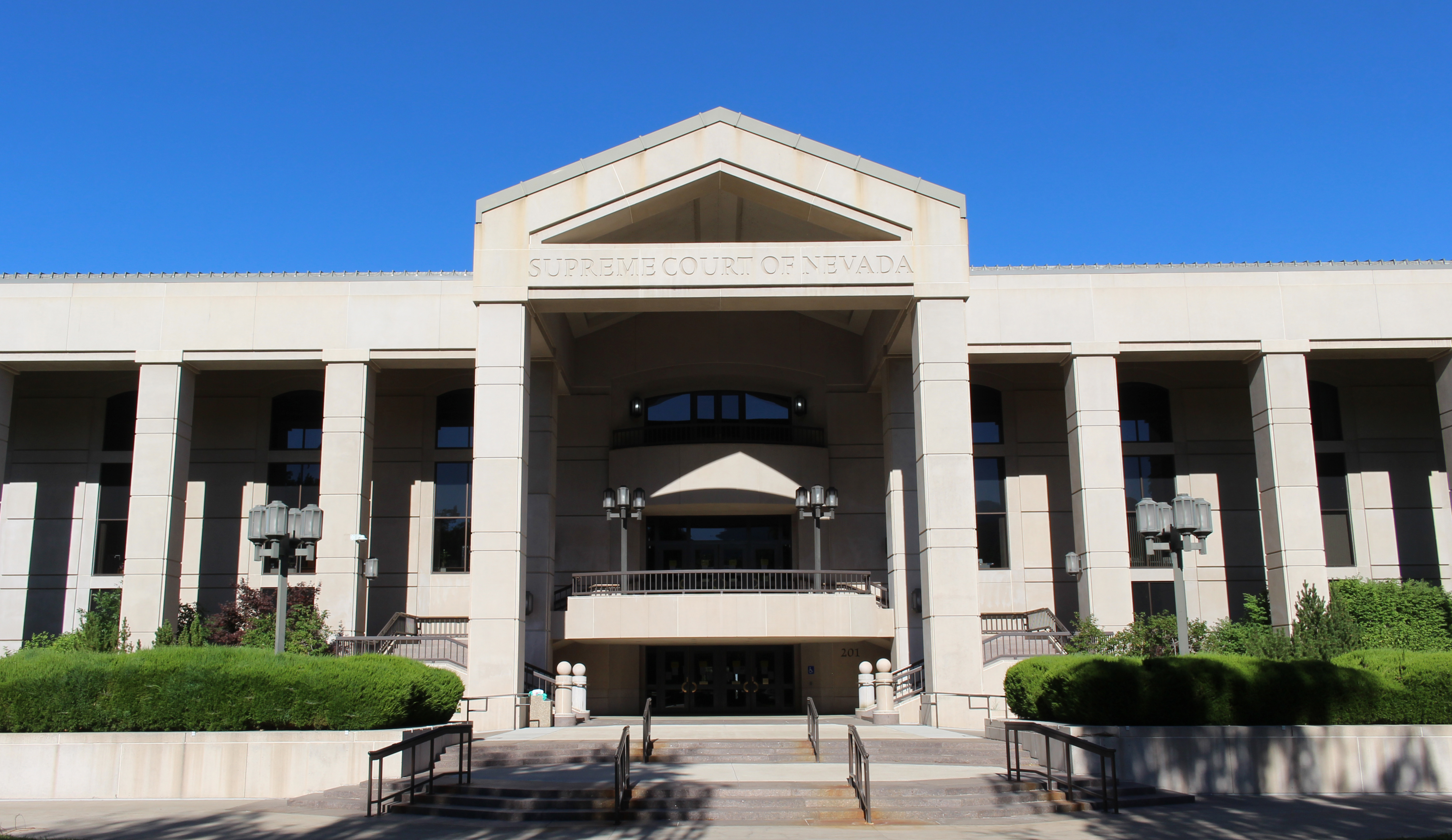
ネバダ州最高裁判所の法廷

ネバダ州議会は上院と下院の両院制である。上院議員の任期は4年間、下院議員の任期は2年間である。2010年から両院ともに任期制限が設けられ、1つの院での任期は最大12年間となった。この憲法に規定する条項はネバダ州最高裁判所で全会一致（7対0）で支持され、2010年より有効となった。議会の会期は奇数年に120日間開催されることを憲法で規定しており、知事が要求すれば延長も可能である。2021年時点で上院は民主党多数（12対9）、下院も民主党多数（26対16）である。

#### 司法
ネバダ州は中間の控訴裁判所が無い司法体系をもつ数少ない州の1つである。司法体系の上位はネバダ州最高裁判所である。第一審は地区裁判所（一般的管轄権付き）および治安裁判所と地方裁判所（どちらも限定付き管轄権）に分けられている。

#### リバタリアン法
1900年、初期開拓者にとって「むき出しの砂漠」に住むことの難しさが銀という魅力に勝っていたので、ネバダ州の人口は全州の中で最小かつ減少していた。歴史家のローレンス・フリードマンはその次に起こったことを次のように説明していた。
夏季に空調を用いることとネバダ州南部の温暖な冬があることで、アリゾナ州と同様に州の運命は転換を始め、国内でも最も成長速度の高い州になった。

##### 売春法
アメリカ合衆国で売春が合法化されている（免許制ブロテル）のはネバダ州だけである。
ネバダ州の比較的大きな司法権の中、すなわちクラーク郡（ラスベガス市を含む）、ワショー郡（リノ市を含む）およびカーソンシティ独立市においては、州法によって売春が違法である。実際に売春を認めることを住民投票で決めた他の郡では合法である。

##### 離婚法
「離婚天国」というネバダ州の評判は、1970年代に無過失離婚が認められるようになる以前、アメリカ合衆国では離婚が非常に難しかったという事実から上がってきたものだった。ネバダ州はこのとき既にギャンブルと売春を合法化しており、国内でも最もリベラルな離婚法を採用することで、その特徴をアピールすることを続けた。その結果、「ウィリアムズ対ノースカロライナ州事件」が起こり、アメリカ合衆国最高裁判所はノースカロライナ州がネバダ州における離婚を尊重すべきという裁定を下した。

##### 税法
ネバダ州の税法も新しい住人や事業を惹き付けるものである。個人や法人の所得税が無い。
ネバダ州の消費税率は6.85%であるが、郡は住民投票あるいは議会の承認によって税率を上げることができるため、最終的な州内の消費税率は最低の6.85%からクラーク郡の8.1%まで変化している。
ラスベガス市を含むクラーク郡は、洪水制御のために0.25%、公共交通のために0.50%、ネバダ州南部水管理機関の資金として0.25%、警官数を増加させるために0.25%を消費税に上乗せしている。リノ市を含むワショー郡の消費税率は7.725%であり、洪水制御、ReTRAC列車計画、公共輸送、および1991年地方政府税法の下に認められる付加税率が上乗せされている。
クラーク郡のラスベガス・ストリップなど未編入領域において宿泊税は12%となっている。ラスベガス市やヘンダーソン市域内では13%である。

##### 法人化法
ネバダ州は法人の結成について友好的な環境を提供しており、特にカリフォルニア州など多くの事業家がネバダ州法の恩恵を活かすためにネバダ州内で事業を起ち上げてきた。ネバダ州の法人関連法では取締役会に大きな柔軟性を担保し、他州では経営者の負担になるような多くの規制を単純化し、あるいは回避できる。

##### 財務制度
アメリカ合衆国の多くの州では貸し主が課することのできる利子額を制限する利率法があるが、連邦法では法人が元の州からこれらの法を「輸入」することを認めている。

##### ドラッグおよびアルコール法
非アルコール・ドラッグ法はネバダ州の自由原則に対する大きな例外である。国内で薬物法違反者に対しては厳しい罰則が適用されている。ネバダ州は大麻の所持に対して強制的最低刑罰ガイドラインを使うことでは唯一の州であり続けている。しかし現在では1オンス未満の所有については軽罪であり、また21歳以上の者に限られている。2006年、ネバダ州は個人用に1オンスの大麻を所有することが刑法に触れないとする案を住民投票に掛けたが、55%対45%で否決された。また医療用の大麻使用を認める州の1つでもある（連邦法下では違法）。
アルコールについては大変リベラルである。酒場は24時間営業を認められ、「ラストオーダー」が無い。酒販店、コンビニエンスストアおよびスーパーマーケットも24時間酒類を販売でき、その多くはビール、ワインおよびスピリットを販売している。

##### 喫煙
ネバダ州民は2006年11月に喫煙を規制する法（ネバダ州屋内清浄空気法）を採択し、同年12月8日に執行となった。この法では職場や公共の場所大半での喫煙を禁じている。酒場では許されるが、食事を提供しない酒場であるか、大型のカジノの中にある場合に限られている。カジノ、ホテル客室、タバコ店および売春宿では喫煙が認められている。しかし企業によってはこの法に従わないものがあり、州政府も強制しない傾向にある。これまでに1件「ビルボズ」と呼ばれる組織を告発したことがあったが、裁判は中断されたままである。

### 犯罪
ネバダ州は5年間連続して最も危険な州と評価されてきた。2006年の犯罪率は全国平均よりも約24%高い。犯罪の中で窃盗犯が84.6%を占めており、全国平均より21%高い。残りの犯罪の20.3%は暴力犯であり、これも他州より約45%高い。2008年では殺人率で第3位、強盗と自動車窃盗の率では第1位だった。これら統計値の多くはその全てがネバダ州民に帰せられるものではなく、一部は州に出入りする者によることは注意すべきである。ネバダ州は21歳以上であることを証明できればアメリカ人・外国人を問わず、その場で誰でも拳銃を購入することが出来、即日持ち帰りが可能なため、アメリカ国内で最も拳銃の入手が容易である。アメリカ国内で最も治安が悪いと評価されるのは、こういった事情が絡んでいるためとみられる。
特殊な事件として、2018年に成年後見制度を悪用した詐欺事件が州内で起きており、家庭裁判所判事、弁護士、後見人らが逮捕されており、さらに医療関係者や役所の職員もこの事件に関わっているとされる。これはネバダ州法に基づく後見制度の不備を衝いて起こったものであり、同様の事件は法改正されない限り今後も発生するとみられる。

## 政治
| 年     | 共和党         | 民主党         |
| ------ | -------------- | -------------- |
| 2008年 | 42.65% 412,827 | 55.15% 533,736 |
| 2004年 | 50.47% 418,690 | 47.88% 397,190 |
| 2000年 | 49.49% 301,575 | 45.94% 279,978 |
| 1996年 | 44.55% 198,775 | 45.60% 203,388 |
| 1992年 | 34.71% 175,828 | 37.41% 189,148 |
| 1988年 | 58.90% 206,040 | 37.91% 132,738 |

| 政党の登録有権者、2010年6月時点 | 政党の登録有権者、2010年6月時点 | 政党の登録有権者、2010年6月時点 | 政党の登録有権者、2010年6月時点 | 政党の登録有権者、2010年6月時点 | 政党の登録有権者、2010年6月時点 |
| 政党                            | 積極的支持者                    | 消極的支持者                    | 支持者総数                      | 構成比                          |                                 |
| ------------------------------- | ------------------------------- | ------------------------------- | ------------------------------- | ------------------------------- | ------------------------------- |
| 民主党                          | 456,672                         | 126,158                         | 580,393                         | 43.10%                          |                                 |
| 共和党                          | 398,898                         | 79,414                          | 475,764                         | 35.33%                          |                                 |
| 支持政党無し                    | 163,816                         | 49,731                          | 213,329                         | 15.84%                          |                                 |
| 少数政党                        | 57,984                          | 19,352                          | 77,079                          | 5.72%                           |                                 |
| 総計                            | 1,077,370                       | 274,655                         | 1,346,565                       | 100%                            |                                 |

### ネバダ州の政治
参照：ネバダ州知事
州の南部が大きく成長しているために北部と南部ではその政治に大きな違いがある。北部は州政府の重要な役職を長く維持し続けてきた。北部は南部の人口が多いことで影響力を強め、多数決論理を進めてくるものと考えている。南部は北部を寡頭政治のように支配しようとしている「昔の守護者」と見ている。このことで多少の敵対心を生み、1994年および1996年に成立した役職は任期制限のために、北部が保持してきた重要な役職の幾らかが南部に移り、北部の権力が落ちてきた。
クラーク郡とワショー郡が長年にわたって州の政治を牛耳ってきた。この両郡で州内有権者の87%がおり、州議会の過半数を選ぶことができる。選挙で選ばれる役職者の大半はこの両郡出身者である。

### 国政
ネバダ州は1912年以来一貫してアメリカ合衆国大統領の当選した方を選んできた。例外は1976年、2016年である。

### 地方政府
ネバダ州の法人化町は都市と呼ばれ、法律で禁じられていないことなら何でも規制する権限がある。最近の動きでは法人化済み都市により大きな自治を認め、大きな柔軟性と州議会からの規制を少なくする方向に進んでいる。
未編入の町はそれが属する郡によって統治される地域であるが、住民投票あるいは郡管理委員会の法によって町政諮問委員会、市民諮問委員会あるいは町政理事会のような形態で制限付き政府を形成することができる。
町政諮問委員会と市民諮問委員会は郡管理委員会の法によってのみ形成できる。3人ないし5人の委員で構成され、純粋に諮問を行う役割であり、それを造った郡管理委員会の責任を無くすものではない。委員は2年間任期で選出され、無償で奉仕する。委員会自体は歳入が無く、予算を監督しない。
町政理事会は郡管理委員会あるいは住民投票のどちらかで創設される制限付き政府である。4年間任期で選出された5人の委員で構成される。委員の互選で議長と事務官を選出する。町政諮問委員会と市民諮問委員会よりも権限があるが、大半は諮問のためであり、その予算は郡管理委員会によって与えられる。郡管理委員会は一般選挙毎に町政理事会を維持するか解散するかを問う住民投票を実施する権限がある。町政理事会は必要であれば町政マネジャーを指名する権限がある。

## 経済

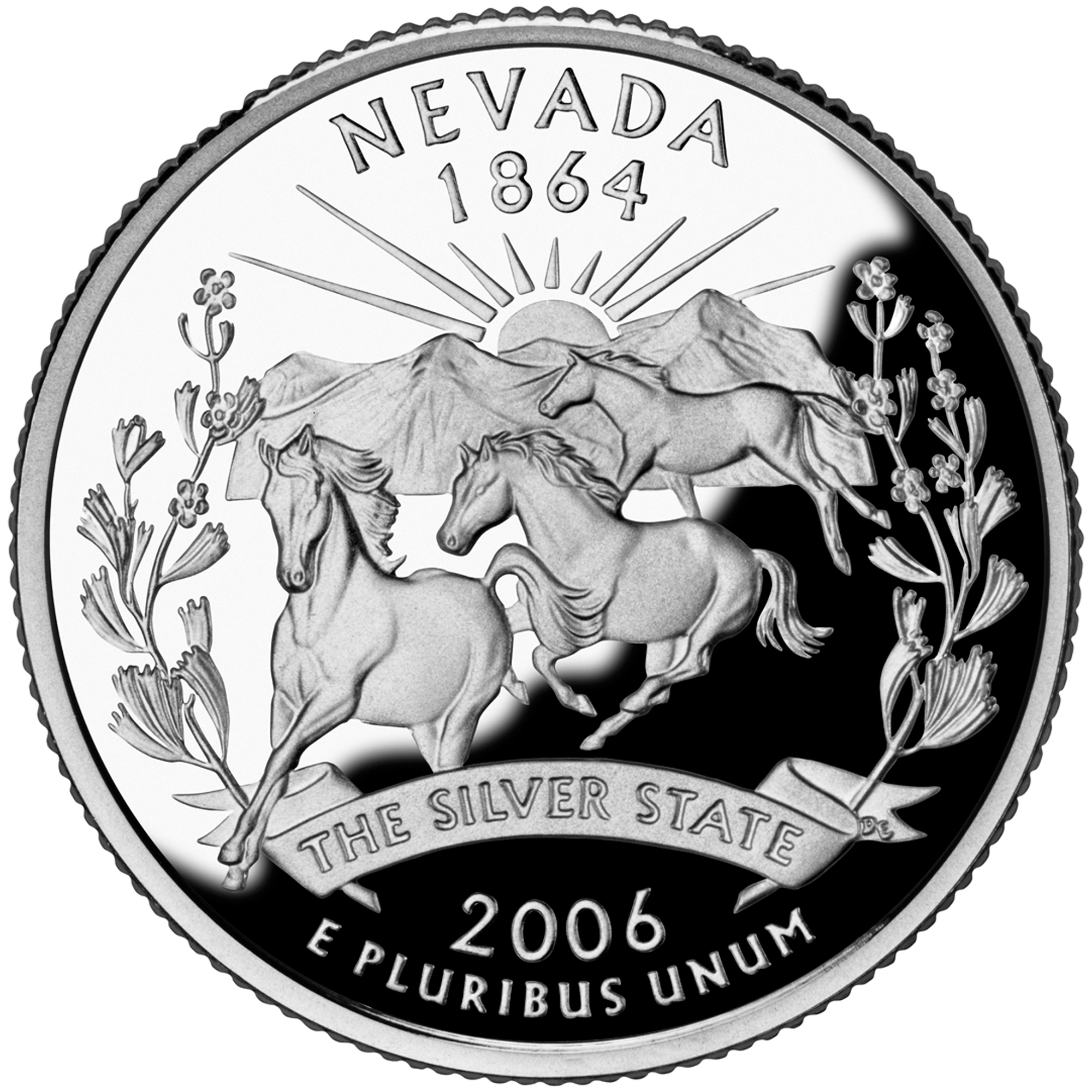
ネバダ州25セント硬貨

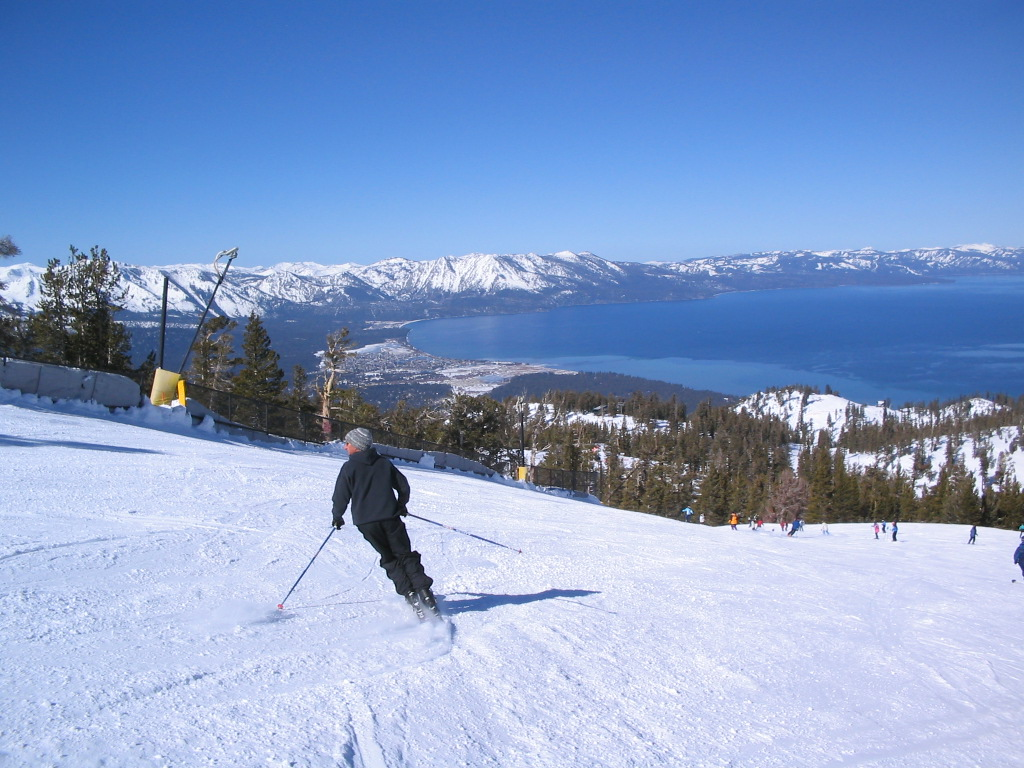
カリフォルニア州との州境にあるタホ湖

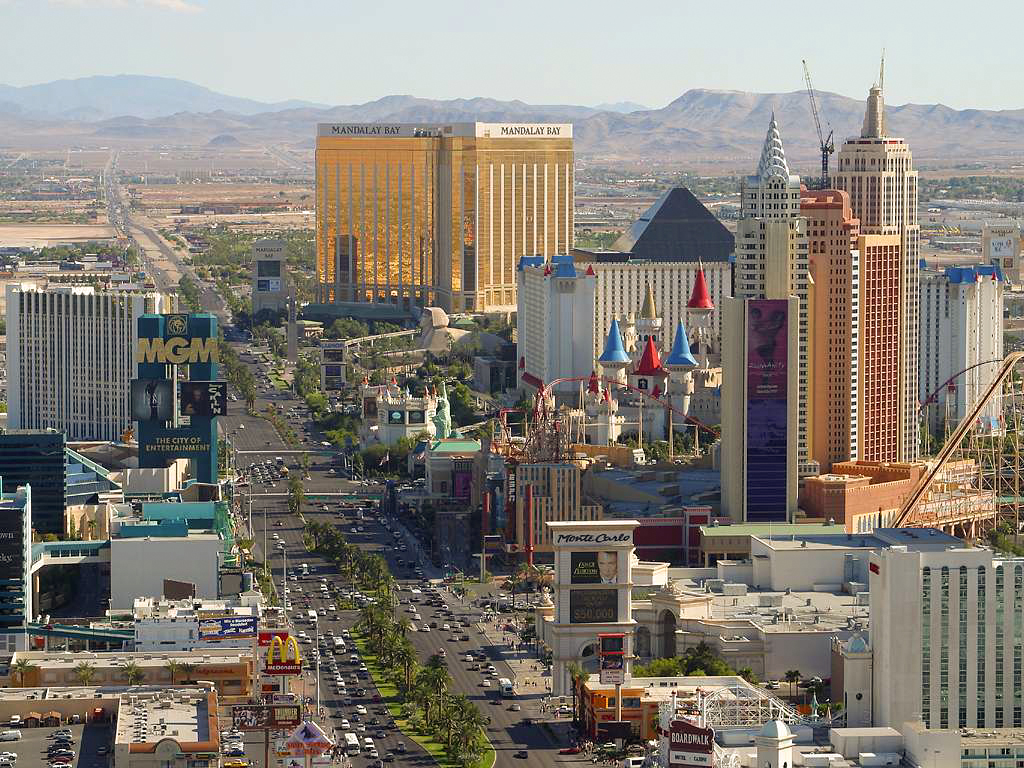
ネバダ州の活気づく経済センタ・ラスベガス。

ネバダ州経済は「鉱業で確立され、罪で再構築された。すなわち始めはボクシングで、1世紀前の容易な離婚で、後にはギャンブルと売春に拡大した」
2007年のネバダ州の州総生産高のアメリカ合衆国経済分析局推計は1,270億米ドルだった。2009年の一人当たりの収入はアメリカ合衆国内で19番目に位置する、38,578米ドルだった。主要農業生産品は牛、干し草、アルファルファ、乳製品、タマネギ及びジャガイモである。主要産業は観光、鉱業、機械、印刷及び出版、食品加工、並びに電気設備である。ラスベガス、リノ、タホ湖およびラフリンのようなリゾート地が世界中から観光客を呼んでいる。2008年の会計年度で、年間100万ドル以上を売り上げたカジノ266か所はギャンブルで120億ドル、ギャンブル以外で130億ドルの収入があった。
ラスベガス及びリノ大都市圏以外の州内では、鉱業と牛牧畜が主要な経済活動である。金は最も重要な鉱物資源である。2004年、価値28億4,000万米ドルの金680万オンス (193,000 kg) がネバダ州で採掘され、世界の金生産の8.7%に上った。銀が2番目であり、2004年に価値6,900万米ドル1,030万オンス (290,000 kg) が採掘された。ネバダ州で採掘される他の鉱物は建設骨材、銅、石膏、珪藻土及びリチウムが含まれる。その埋蔵量は豊富だが、ネバダ州の採鉱コストは概して高く、生産高は世界の商品価格の影響を受けている。
2006年1月現在、ネバダ州は牛500,000頭及び羊70,000頭がいると推計される.。それらの動物には冬に餌を与え、夏に放牧地に放される。子牛は一般に秋に州外の肥育場に送って太らせる。ネバダ州の農業用地484,000エーカー (1,936 km2) の90%以上が干し草、その大半は牛の餌になるアルファルファの栽培に使われている。
ネバダ州における消費税率は郡によって異なる。最小税率は6.85%であり、5郡（エルコ、エスメラルダ、ユーレカ、ハンボルト、ミネラル各郡）がこの税率を採用している。他の郡は独自の加算を行っており、クラーク郡が最大で州と郡の税率合わせて8.1%となっている。カーソンシティの場合は7.475%、ワショー郡では7.725%である。2009年7月1日時点で州の最低消費税率が変更された。
ネバダ州はアメリカ合衆国の州の中で人口一人当たりホテル客室数が最大である。アメリカ・ホテル・ロッジング協会に拠れば、584のホテルに187,301の客室がある。総客室数ではカリフォルニア州、テキサス州、フロリダ州およびニューヨーク州に続いて第5位であるが、上位の4州は人口が遙かに多い。ネバダ州の人口一人当たりホテル客室数は14室であり、全国平均の67室と比べると水準が遙かに高い。
ネバダ州の一部では免許を取得したブロテルでの売春が合法化されている。ただし、人口が40万人以下の郡のみがそれを合法化できる。自営業者として女性約300人を雇用しており、ネバダ州経済の大きな部分にはなっていないが、目に付く事業でもある。州法の下で売春を合法化した14郡のうち、8郡はブロテルを合法化した。州法ではラスベガスを含むクラーク郡とリノを含むワショー郡での売春を禁じている。しかし、リノ・スパークス都市圏に属するストーリー郡では売春が合法である。

## 交通

州道案内板

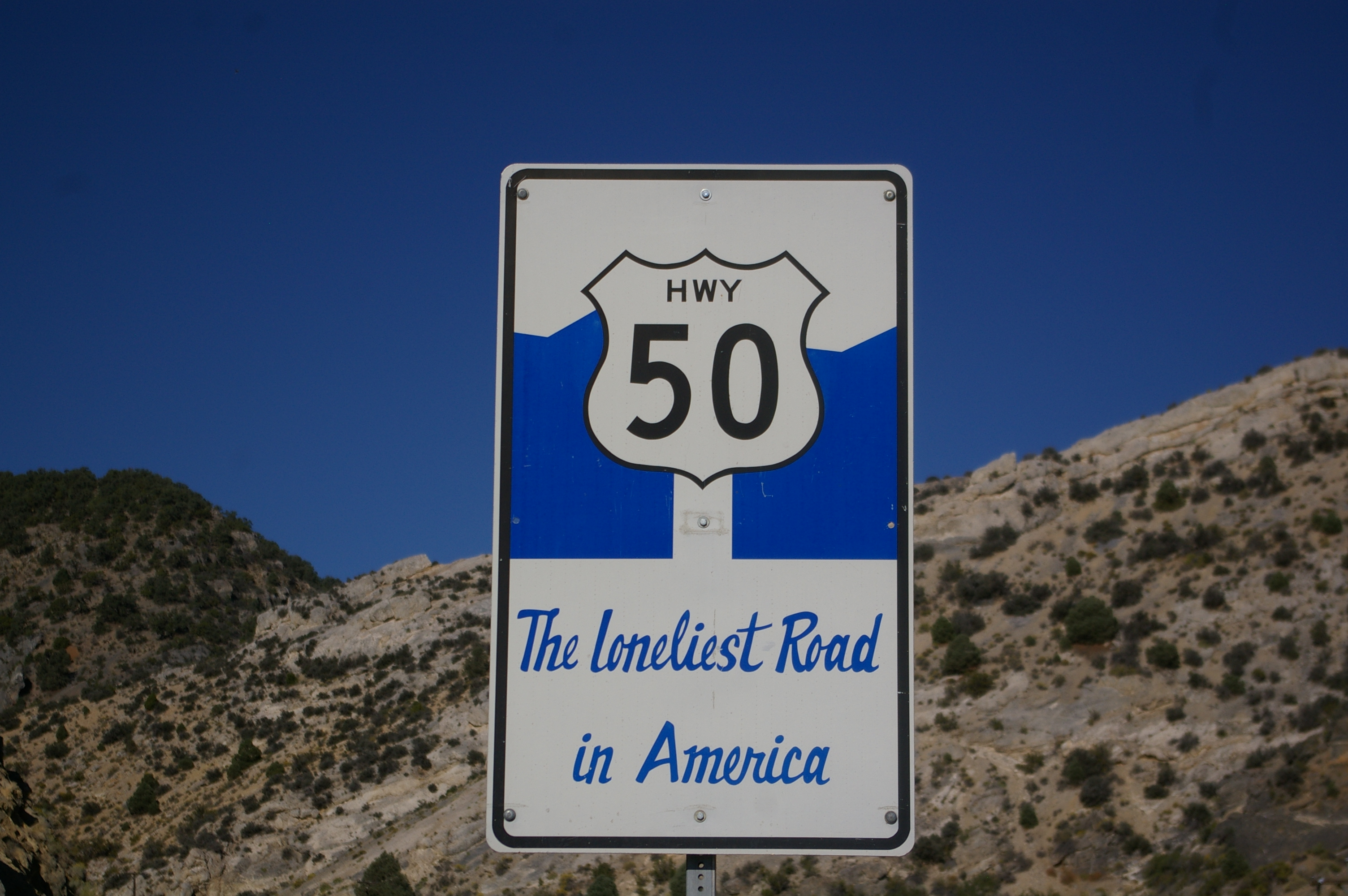
アメリカ国道50号線、「アメリカで最も寂しい道路」と呼ばれている

2011年、アメリカ各州ゴミ評価に拠ると、公共スペースの清浄度と清掃の効率に関してネバダ州はミシシッピ州とともに国内「最悪の」州となった。
アムトラックの「カリフォルニア・ゼファー」はユニオン・パシフィック鉄道の大陸横断鉄道線を使い、毎日シカゴからカリフォルニア州エメリービルを繋いでおり、ネバダ州ではエルコ、ウィネマッカ、スパークスおよびリノに停車している。アムトラックの高速バスもラスベガスからカリフォルニア州ニードルズ、ロサンゼルスおよびベーカーズフィールドで列車と接続している。またネバダ州のステートラインからカリフォルニア州サクラメントを繋ぐ路線もある。アムトラックの「デザート・ウィンド」が1997年に廃止されたので、ラスベガスには旅客列車が通っていない。ただし、ロサンゼルスなど南カリフォルニアとを結ぶ旅客列車を運行する提案がなされてきた。
ユニオン・パシフィック鉄道は州北部と南部で幾つかの線を所有している。グレイハウンドは幾つかのバス路線を運行している。
州間高速道路15号線が州の南端を通っており、ラスベガスや周辺の町に行くことができる。州間高速道路215号線とその支線515号線もラスベガス都市圏を通っている。州間高速道路80号線は州北部を横切っており、東のユタ州からはほぼハンボルト川に沿い、リノを通って西のカリフォルニア州に抜けている。支線の580号線もある。この他にアメリカ国道6号線、50号線、93号線、95号線および395号線も通っている。ネバダ州道は189路線がある。リノとラスベガスという人口が集中する2地域を結ぶ州間高速道路が無いということでは、アメリカ合衆国の中で数少ない州の1つである。
ネバダ州では3台のトレーラーを繋ぐセミトレーラーを認めている数少ない州の1つでもある。これはオーストラリアでは「ロードトレイン」と呼ばれている。しかしアメリカで使われているものは、かなり急な峠を上下しなければならないので概して小さい。
ラスベガス都市圏ではRTC交通が公共輸送を担当している。州内最大の交通運営機関であり、ラスベガス・ストリップにおけるザ・デュース、すなわちダブルデッカーバスの使用など、ラスベガス・バレーでのバス路線網を運営している。RTCライドはリノ・スパークス都市圏のバスを運行している。他にカーソンシティのJACも公共輸送を行っている。他の郡には公共輸送機関が全くない。
ラスベガス地域では4マイル (6 km) のモノレールも運行されている。ラスベガスモノレールはラスベガス・ストリップ東側パラダイス道路近くを走って、カジノ幾つかとラスベガス・コンベンションセンターを結んでおり、将来はマッカラン国際空港まで延伸される可能性もある。幾つかのホテルは相互を結ぶ独自のモノレールを運行しているが、通常は数ブロックの長さである。
マッカラン国際空港はネバダ州最大の空港である。リノ・タホ国際空港（元リノ・キャノン国際空港）がもう一つの主要空港である。

## 教育

### 大学・短期大学
- ネバダ州高等教育システム
  - ネバダ大学ラスベガス校
  - ネバダ大学リノ校
  - ネバダ州立カレッジ
  - 南ネバダカレッジ
  - グレートベースン・カレッジ
  - トラッキー・メドウズ・コミュニティ・カレッジ
  - 西ネバダカレッジ
- シエラ・ネバダ・カレッジ
- トゥオロ大学ネバダ校
- 南ネバダ大学

### 研究機関
- 砂漠研究所

## 公園とレクリエーション地域

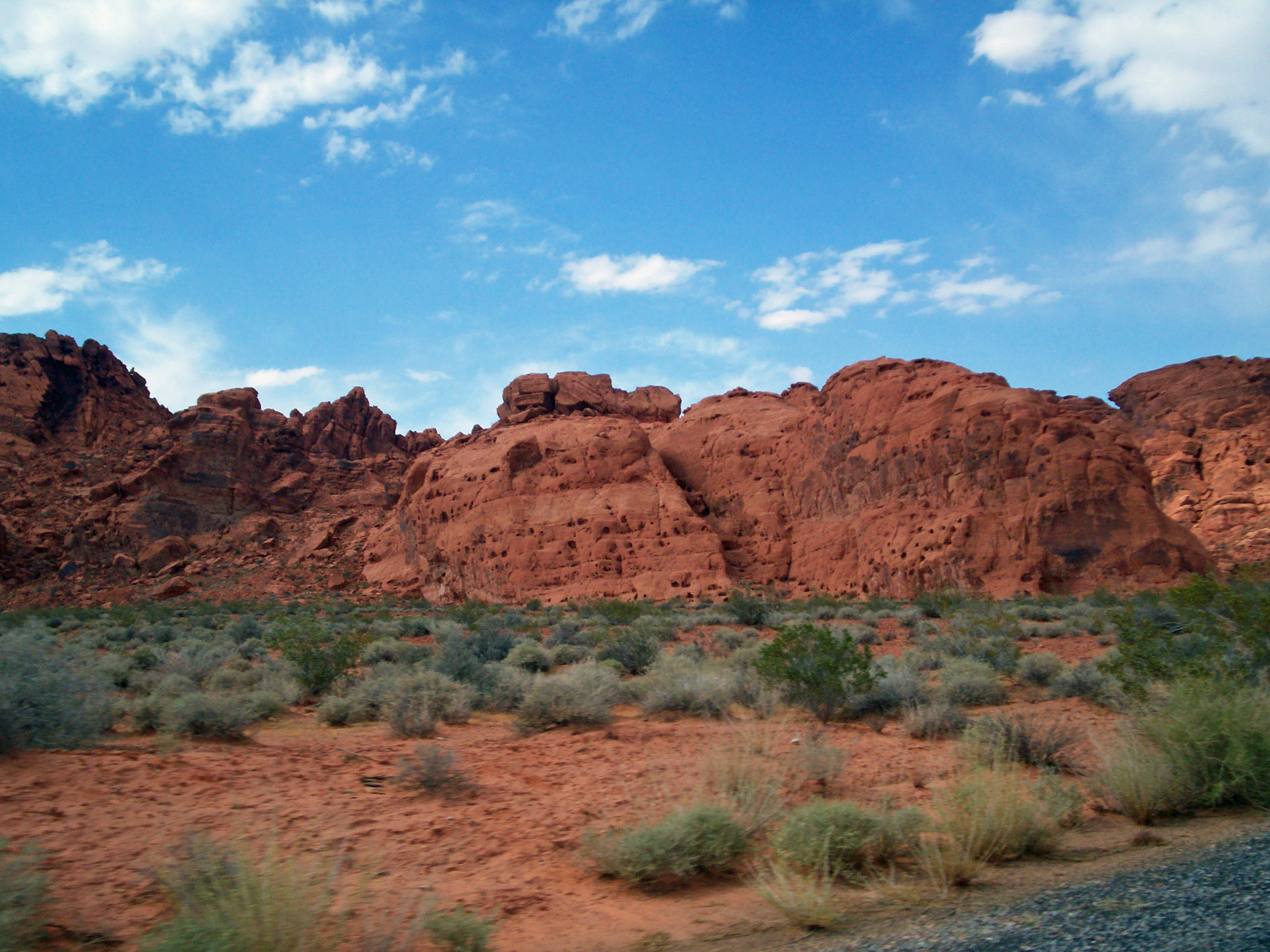
バレー・オブ・ファイア州立公園

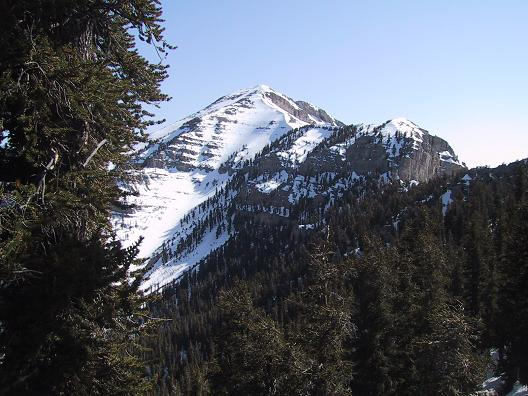
チャールストン山

### アメリカ合衆国国立公園局が管轄するレクリエーション地域

#### 北部
- カリフォルニア国立歴史トレイル
- デスヴァレー国立公園
- グレートベースン国立公園 （ベイカー近傍）
- オールドスパニッシュ国立歴史トレイル
- ポニー・エクスプレス国立歴史トレイル

#### 南部
- アッシュメドウズ国立野生生物保護区
- ブートレグ・キャニオン・マウンテンバイク公園
- ハンボルト・トイヤベ国立の森
- チャールストン山およびチャールストン山原生地
- スプリング山およびスプリング山国立レクリエーション地域
- ミード湖国立レクリエーション地域

### 原生地
参照：w:List of wilderness areas in Nevada
ネバダ州には68の指定原生地があり、国立公園局、森林局および土地管理局の管轄下に6,579,014エーカー (26,316 km2) を保護している。

### 州立公園
参照：w:List of Nevada state parks.

## 芸術・文化

### スポーツ
プロスポーツ
- ラスベガス・レイダーズ、NFL
- ラスベガス・ロコモーティブス、UFL
- ラスベガス 51s、AAAマイナーリーグ野球
- ラスベガス・ラングラーズ、ECHL
- ベガス・ゴールデンナイツ、NHL
- リノ・エースス、AAAマイナーリーグ野球
- リノ・ビッグホーンズ、NBA D-リーグ
- ネバダ・ピューマズ、クィックヒット・フットボール・リーグ

カレッジ
- ネバダ・ウルフパック、ネバダ大学リノ校
- ネバダ大学ラスベガス校レベルズ

ネバダ州はプロスポーツ・チームではあまり知られていないが、カレッジスポーツの分野でプライドを持っている。中でもウェスタン・アスレティック・カンファランスに所属するネバダ・ウルフパック（ネバダ大学リノ校の代表）と、マウンテン・ウェスト・カンファランスに所属するネバダ大学ラスベガス校レベルズが注目される。2012年にネバダ州はマウンテン・ウェスト・カンファランスの州間対抗戦に参加する。
ネバダ大学ラスベガス校は男子バスケットボールで記憶されており、1980年代後半と1990年代前半が絶頂期だった。ジェリー・ターカニアンがコーチを務めたラニング・レベルズは国内でも最も優秀なチームの一つになった。1990年、男子ディビジョンI選手権でデュークを103対73で破り、決勝戦における最高スコアと最大得点差の記録を作った。1991年のシーズンは無敗で終わった。フォワードのラリー・ジョンソンはナイスミス賞など幾つかの賞を獲得した。レベルズは準決勝まで進んだが、このときデュークに77対79で敗れ、NCAAの全国大会では最大の番狂わせと言われた。
プロテニス界の著名プレーヤ、アンドレ・アガシはネバダ州の出身である。
またラスベガス・モーター・スピードウェイがあり、NASCARのイベントやロデオが行われる。

### イベント
- w:Burning Man

## 軍事
アメリカ海軍の艦船の中にこの州に因んで「ネバダ」と名付けられたものが4隻あった。
- USS Nevada
- USS Nevada (BM-8)
- USS Nevada (BB-36)
- USS Nevada (SSBN-733)

乾燥塩湖のグールム湖近くにエリア51がある。インディアンスプリングスにはクリーチ空軍基地、ファロンにはファロン海軍航空基地、ホーソーンにホーソーン陸軍補給基地、トノパー近くにトノパー射撃場がある。
これらの基地では、合同無人航空システム研究拠点、海上攻撃空中戦闘センター、ネバダ実験訓練場、レッドフラッグ、アメリカ空軍サンダーバード、アメリカ空軍戦闘センター、アメリカ空軍兵器学校およびアメリカ海軍戦闘機兵器学校などの多くの活動が行われている。

## ネバダ州に関わる歌
- マーク・ノップラーが2000年にリリースしたフィラデルフィアへの航海収録の「ネバダの砂」
- "Sin City" from リンベックが2005年にリリースした家に帰らせてくれ収録の「罪の都市」
- ネバダ州の州歌"Home Means Nevada"、バーサ・ラフェット作曲
- ライダーズ・イン・ザ・スカイのアルバムBest of the West収録の「ネバダ」
- ダルメイジ/クリント/パスコーによる"Night Time In Nevada" 、1931年
- アトレイユが2004年にリリースしたThe Curse収録の"Nevada's Grace"

## 今後の問題
ネバダ州は多くの経済的長所があり、南部は暖かい冬が売り物であるが、急成長したために道路や学校の混雑が激しい。州内には国内で5番目に大きい教育学区であるクラーク郡教育学区があり、2007年の生徒数（幼稚園から12年生）は314,000人だった。
クラーク郡とリンカーン郡に跨るコヨーテスプリングスは住民24万人の計画都市であり、ネバダ州では最大の計画都市となる予定である。ハーベイ・ウィットモアが開発し、環境に関する関心と政治絡みの告発で議論を呼んだ。
2016年時点で、ネバダ州はアメリカでも自殺率が高い州として知られ、10万人あたり約21～23人となっている。一方で、1999年から2016年にかけて、25%自殺率が上昇したアメリカの中で、唯一、自殺率が1%ながら減少した州でもある。

## その他

### 同州出身の有名人
- リコ・コンスタンティノ - プロレスラー
- バリー・ジト - 野球選手
- ジェナ・ジェイムソン - ポルノ女優
- ビリー・シャーウッド - ミュージシャン
- リア・ディゾン - モデル
- リッキー・デイビス - バスケットボール選手
- パット・ニクソン - アメリカ合衆国のファーストレディ
- カーティス・ハンソン - 映画監督
- ジェナ・マローン - 女優
- メガン・ジェット・マーティン - 女優

### 州の象徴など
- 州の鳥 - マウンテン・ブルーバード

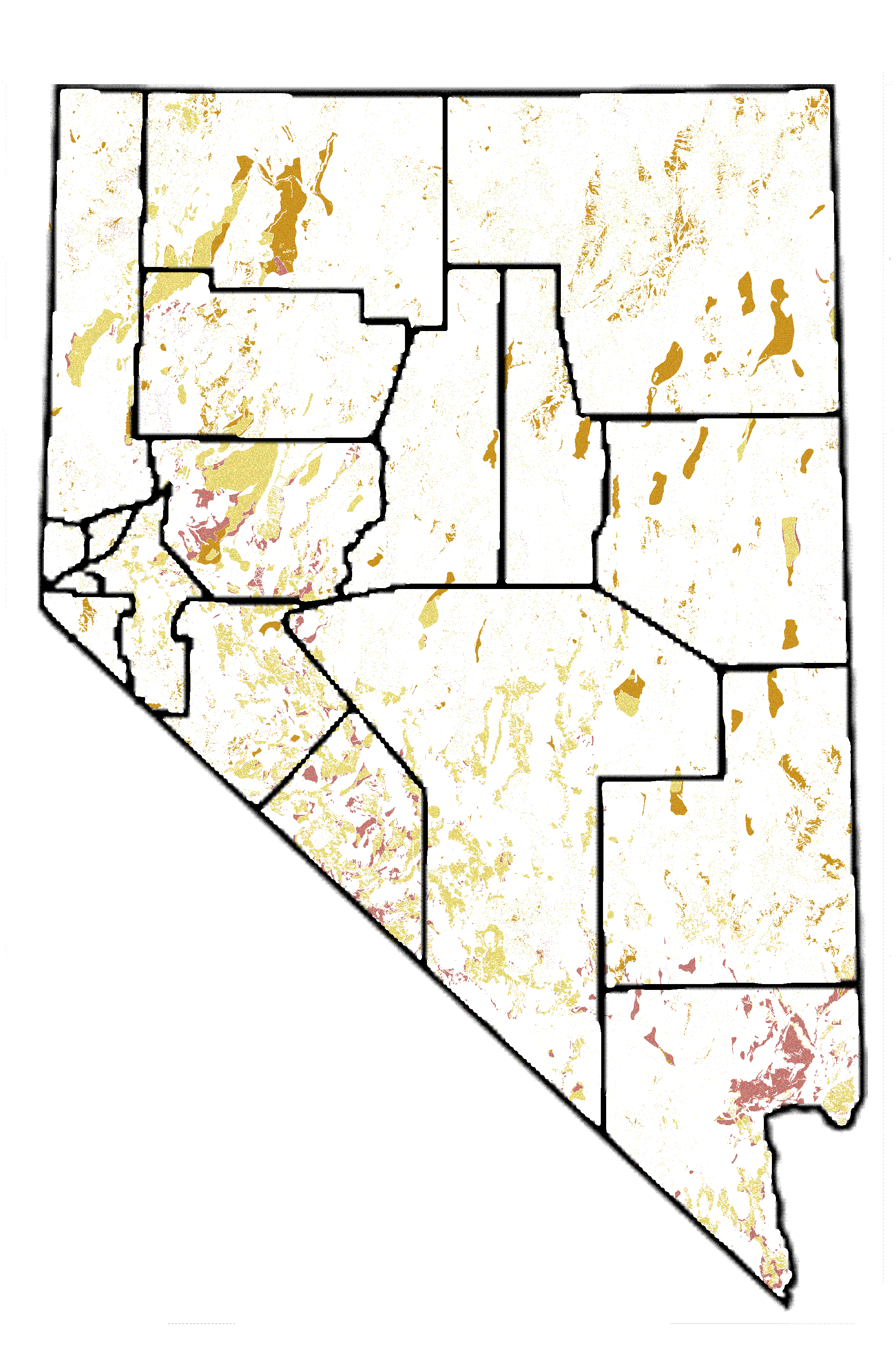
ネバダ州のプラヤ（降水時にできる湖）

- 州の木 - シングルリーフ・ピニオン（マツ）およびブリストルコーン・マツ(Pinus longaeva)
- 州の花 - ヤマヨモギ(Artemisia tridentata)
- 州の愛称 - 銀の州
- 州のモットー - "戦闘で生まれた"および"全ては祖国のために"
- 州の動物 - デザート・ビッグホーン・シープ
- 州の加工品 - アヒルのデコイ
- 州の色 - 銀と青
- 州の魚 - ラホンタン・カットスロートトラウト（英語版）(ラホンタン湖参照)
- 州の化石 - 魚竜
- 州の草 - インディアン・ライスグラス(Oryzopsis hymenoides)
- 州の行進曲 - "Silver State Fanfare" ジェラルド・ウィリス作曲
- 州の金属 - 銀 (Ag)
- 州の高級宝石 - バージンバレーのブラックファイア・オパール
- 州の準高級宝石 - ネバダ・トルコ石
- 州のスローガン - "戦闘で生まれた州"
- 州の歌 - "Home Means Nevada"、バーサ・ラフェット作曲
- 州の爬虫類 - サバクゴファーガメ
- 州の岩 - 砂岩
- 州の土壌 - オロバダ
- 州のタータン - リチャード・ジグムント・ポーロースキーがネバダ州のためにデザインしたタータン